# 茅野愛衣
茅野 愛衣（かやの あい、1987年9月13日 - ）は、日本の女性声優。大沢事務所所属。東京都出身。
主な出演作は、『あの日見た花の名前を僕達はまだ知らない』（本間芽衣子）、『氷菓』（伊原摩耶花）、『ノーゲーム・ノーライフ』（白）、『ガールズ＆パンツァー』（武部沙織）、『戦姫絶唱シンフォギア』（暁切歌）、『ソードアート・オンライン アリシゼーション』（アリス）など。

## 経歴
プロ・フィット声優養成所出身（第11期生）。
昔から人を癒す仕事に就きたいと考えており、声優以前は美容関係でリラクゼーションの仕事をしていた。多忙により深夜帰宅の多い生活を送っていた当時、帰宅後につけたテレビで放送されていたアニメ『ARIA』に自身の心がとても癒されたことで「アニメにも癒しの力がある」とアニメに興味を持つようになったという。
やがてアニメに関わる仕事として接客の経験を生かせる声優を目指し、美容の仕事を続けて学費を貯めながらプロ・フィット声優養成所の週一回のレッスンに通う。
2010年3月、同養成所卒業後に、プロ・フィットの正所属声優として、4月にデビュー。初仕事はあるOVA作品の生徒役。同年アニメ『とある魔術の禁書目録II』の五和役で初レギュラーを獲得した。
2011年、『あの日見た花の名前を僕達はまだ知らない』で初のヒロイン・本間芽衣子〈めんま〉役に抜擢。同作連動のWEBラジオ『あの日聞いたラジオの名前を僕たちはまだ知らない。』で初の単独でのパーソナリティにも起用される。
2012年、第6回声優アワードにて新人女優賞、日刊スポーツ第1回日刊アニメグランプリにてMIP新人声優賞を受賞。
2012年11月11日、『日曜洋画劇場』の『三銃士/王妃の首飾りとダ・ヴィンチの飛行船』にて吹き替えデビューを果たした。
2013年3月より12月まで、マリン・エンタテインメント公式サイトで音声配信企画「こえぶろ」を毎週更新した。
2013年8月17日、劇場版 あの日見た花の名前を僕達はまだ知らない。と、埼玉西武ライオンズとの共同企画「劇場版 あの花 〜超平和ライオンズデー〜」として、西武ドームにて自身初めてとなる「始球式」や「場内アナウンス」を主に担当した。
2013年8月31日、『劇場版 あの日見た花の名前を僕達はまだ知らない。』が公開。全国各地で舞台挨拶を行った。
2014年9月30日付でプロ・フィットを退所した。フリー期間を経て2015年1月より大沢事務所に所属した。
2015年3月21日、第1回アニラジアワードにて、松岡禎丞とパーソナリティを務めた『ノーラジオ・ノーライフ ゲーマー兄弟がラジオをするそうです。』が「RADIO OF THE YEAR 最優秀ラジオ大賞」と「BEST RETURN HOPE RADIO 復活希望ラジオ賞」を受賞した。
2015年9月26日劇場上映のOVA『ARIA The AVVENIRE』にアーニャ・ドストエフスカヤ役として出演した。声優を志すきっかけとなった作品に参加したことについて、佐藤順一監督はアフレコ現場で感動のあまり泣き出してしまったことを打ち明けている。
2016年5月14日、アニメイトタイムズより、日本酒を飲みながらトークを行う番組『かやのみ』が開始。酒造へのインタビューの他、ゲストを招いてのトークを配信している。
2020年9月13日、自身の声優活動10周年を記念してメモリアルブック＆ミニアルバム『むすんでひらいて』をリリースすることを発表。これに伴い、公式サイト、Twitter、Instagram、公式YouTubeチャンネルが開設された。
2021年2月11日、自身のラジオ番組「茅野愛衣のむすんでひらいて」第152回の番組内で靖国神社に参拝したことを語り、ネット上で一時議論を呼んだ。

## 人物・特色
おっとりした外見から、花澤香菜より「見た目も癒し系」と言われている。当の本人は自身の性格を昔からマイペースで、興味を持ったらすぐ行動に出るタイプと語っている。そのマイペースぶりは養成所の選考オーディションの時に現れ、審査員に「演技経験の方は?」と尋ねられると「学芸会でやった程度」と答えたという。
趣味は散歩とカフェ巡り。特技は絵を描くこととマッサージ。ダイエット指導士とイヤーセラピストの資格を持っている。好物は蕎麦・納豆。お酒も好きで、特にワインを夏は白ワイン・冬は赤ワイン（主にホットワイン）と分けて飲んでいる。
『あの日聞いたラジオの名前を僕たちはまだ知らない。』の初回の時点では愛称がまだ無く、『あの花』の共演者にも候補を考えてもらったが先送りし、次回にリスナーから寄せられたメール100通の案の中から「かやのん」を気に入り、以後これが茅野の愛称となった。
15歳ぐらいで父を亡くし、30代で未亡人になった母と2人生活になる。母とは仲が良かったが、父の死をきっかけにより絆が深まり、「ふたりで頑張っていこう」と強く考えるようになった。
中学時代に声優に詳しいクラスメイトがいて、初めて声優という仕事の存在を知った。ただ、そのときは自分が声優になろうとは考えず、美容関係や喫茶店など、癒しがテーマになるような仕事がしたいと思っていた。部活は美術部に入り水彩画を描いていたためイラストが得意である。
高校時代は、一般の女子高と美容専門学校のダブルスクール生活を送っていたが、この時期に洋画を見て「どうして声だけでアクションシーンなどを表現できるんだろう」と感じ、声優という仕事に興味を持ち始める。その後、大学に通いながら美容の関連の仕事をしていた。
父は矢沢永吉のファンであり、歌が上手く家にはドラムセット、マイクスタンドがあった。母も美容業で働いていた。一人っ子で実家暮らしの生活を送っており、自宅にはメスのヨークシャテリアの「杏・々（あんあん）」を飼っている。名前の間に「・」をつけるのは母親のこだわりであるという。
赤﨑千夏とはお互いが声優になる前から知り合いであり、同じ喫茶店で同期のアルバイトとして働いていた。

## 出演
太字はメインキャラクター。

### テレビアニメ
2010年
- 閃光のナイトレイド（ネコ）
- デュラララ!!（まおみん）
- とある魔術の禁書目録 シリーズ（2010年 - 2019年、五和、ウェイトレス、リポーター、女子生徒、店員 他） - 2シリーズ

2011年
- あの日見た花の名前を僕達はまだ知らない。（本間芽衣子〈めんま〉）
- 神様ドォルズ（史場日々乃）
- 神様のメモ帳（篠崎彩夏）
- 君と僕。（2011年 - 2012年、高橋里奈） - 2シリーズ
- ギルティクラウン（楪いのり、桜満真名）
- SKET DANCE（早乙女浪漫）
- セイクリッドセブン（アイ、藍羽家メイド）
- それいけ!アンパンマン（2011年 - 2015年、おもちゃてんし〈2代目〉、おかゆちゃん〈3代目〉）
- ちはやふる（2011年 - 2020年、大江奏、白波会女子） - 3シリーズ
- 猫神やおよろず（正倉院笹鳴）
- 花咲くいろは（生徒B）
- フリージング（バイオレット＝エル＝ブリジット）
- ベン・トー（白梅梅）
- まじっく快斗（2011年 - 2012年、桃井恵子）
- 夢喰いメリー（橘勇魚）
- ラストエグザイル-銀翼のファム-（ミリア・イル・ヴェルク・クトレットラ・トゥラン）
- ロウきゅーぶ!（2011年 - 2013年、御庄寺多恵） - 2シリーズ

2012年
- アクエリオンEVOL（ミコノ・スズシロ）
- あの夏で待ってる（樹下佳織）
- ガールズ&パンツァー（武部沙織）
- 恋と選挙とチョコレート（茂森真央）
- PSYCHO-PASS サイコパス（大久保葦歌）
- さくら荘のペットな彼女（2012年 - 2013年、椎名ましろ）
- 灼眼のシャナIII-FINAL-（『極光の射手』キアラ・トスカナ）
- 好きっていいなよ。（橘めい）
- TARI TARI（松本文子、倉田友香）
- トータル・イクリプス（オリガ・ブラキナ）
- 夏色キセキ（沖山千晴）
- 氷菓（伊原摩耶花）
- めだかボックス（喜界島もがな） - 2シリーズ
- モーレツ宇宙海賊（アイ・ホシミヤ）
- 輪廻のラグランジェ（ムギナミ） - 2シリーズ

2013年
- あいまいみー（2013年 - 2017年、ぽのか先輩、TS 他） - 3シリーズ
- IS 〈インフィニット・ストラトス〉2（エム、織斑まどか）
- 犬とハサミは使いよう（姫萩紅葉）
- AKB0048 next stage（真緒）
- 俺の彼女と幼なじみが修羅場すぎる（冬海愛衣）
- 革命機ヴァルヴレイヴ（櫻井アイナ、ピノ） - 2シリーズ
- ゴールデンタイム（2013年 - 2014年、林田奈々）
- サーバント×サービス（山神ルーシー〈略〉）
- ジュエルペット シリーズ（2013年 - 2014年、ローサ 他） - 3シリーズ
- 翠星のガルガンティア（サーヤ、グレイス）
- Super Seisyun Brothers -超青春姉弟s-（斉藤マコ）
- ステラ女学院高等科C3部（初瀬カリラ、初瀬アイラ）
- 戦姫絶唱シンフォギアシリーズ（2013年 - 2019年、暁切歌） - 4シリーズ
- 戦勇。（ルキ） - 2シリーズ
- 閃乱カグラ（2013年 - 2018年、詠） - 2シリーズ
- D.C.III 〜ダ・カーポIII〜
- たまごっち! シリーズ（2013年 - 2014年、てへっち、ゆきね） - 3シリーズ
- たまゆら〜もあぐれっしぶ〜（三谷かなえ）
- 凪のあすから（2013年 - 2014年、比良平ちさき）
- ポケットモンスター ベストウイッシュ シーズン2 デコロラアドベンチャー（アニマ）
- 機巧少女は傷つかない（いろり）
- まんがーる!（藤森しのぶ）
- ゆゆ式（相川千穂）
- 夜桜四重奏 〜ハナノウタ〜（リリィ / V・りら・F、おばけのこ）

2014年
- アオハライド（槙田悠里）
- アルドノア・ゼロ（2014年 - 2015年、ダルザナ・マグバレッジ） - 2シリーズ / 2025年に総集編『アルドノア・ゼロ（Re+）』劇場上映
- ウィッチクラフトワークス（多華宮霞）
- オオカミ少女と黒王子（三田亜由美）
- ガールフレンド（仮）（夢前春瑚）
- 彼女がフラグをおられたら（魔法ヶ沢茜）
- ガンダムビルドファイターズトライ（シノダ・エリ）
- キャプテン・アース（夢塔ハナ）
- グラスリップ（白崎百）
- ケロロ 〜keroro〜（金阿弥明）
- ご注文はうさぎですか?（2014年 - 2020年、ココアの姉〈モカ〉） - 3シリーズ
- SHIROBAKO（2014年 - 2015年、小笠原綸子、茅菜夢衣〈あるぴん役〉）
- ストライク・ザ・ブラッド（笹崎岬）
- selector infected WIXOSS（植村一衣） - 2シリーズ
- それでも世界は美しい（ニア）
- 天体のメソッド（古宮花織）
- テイルズ オブ ゼスティリア 〜導師の夜明け〜（アリーシャ）
- テラフォーマーズ（シーラ・レヴィット）
- ノーゲーム・ノーライフ（白）
- ブラック・ブレット（盲目の少女）
- 魔弾の王と戦姫（ソフィーヤ＝オベルタス）

2015年
- 暁のヨナ（ユウノ）
- アブソリュート・デュオ（洌游の對姫〈サイレント・ディーヴァ〉）
- うしおととら（2015年 - 2016年、オマモリサマ） - 2シリーズ
- 俺物語!!（天海悠紀華）
- がっこうぐらし!（佐倉慈）
- 境界のRINNE（三波スズ）
- クレヨンしんちゃん（2015 年 - 2025年、カスカベイエロー〈星野ユリ〉、新しいママ）
- 攻殻機動隊 ARISE ALTERNATIVE ARCHITECTURE（エマ）
- 冴えない彼女の育てかた（2015年 - 2017年、霞ヶ丘詩羽） - 2シリーズ
- 四月は君の嘘（相座凪）
- 城下町のダンデライオン（櫻田葵）
- SHOW BY ROCK!!（2015年 - 2016年、ツキノ） - 3シリーズ
- 食戟のソーマ（2015年 - 2020年、榊涼子） - 6シリーズ
- ダンジョンに出会いを求めるのは間違っているだろうか（2015年 - 2025年、アスフィ・アル・アンドロメダ） - 5シリーズ
- DD北斗の拳2（デビルリバ子）
- 緋弾のアリアAA（佐々木志乃）
- FAIRY TAIL シリーズ（2015年 - 2019年、キョウカ） - 2シリーズ
- 不思議なソメラちゃん（メヌースー、コノミ、女子高生D、ネコ）
- ミカグラ学園組曲（鳴海クルミ）
- みりたり!（ツェツェーリエ）

2016年
- この素晴らしい世界に祝福を!（2016年 - 2024年、ダクネス） - 3シリーズ
- 甘々と稲妻（犬塚多恵）
- あまんちゅ!（2016年 - 2018年、大木双葉） - 2シリーズ
- アルスラーン戦記 風塵乱舞（イリーナ）
- 金田一少年の事件簿R（雪原さやか）
- 斉木楠雄のΨ難（2016年 - 2018年、照橋心美） - 2シリーズ + 完結編
- 3月のライオン（2016年 - 2018年、川本あかり、クロちゃん） - 2シリーズ
- 少女たちは荒野を目指す（高坂〈ビッチクイーン〉）
- タブー・タトゥー（クジュリ）
- ダンガンロンパ3 -The End of 希望ヶ峰学園- 絶望編 / 希望編（罪木蜜柑）
- テイルズ オブ ゼスティリア ザ クロス（2016年 - 2017年、アリーシャ・ディフダ） - 2シリーズ
- 虹色デイズ（松永希美）
- NEW GAME!（2016年 - 2017年、遠山りん） - 2シリーズ
- 初恋モンスター（林真冬、貞子）
- ふらいんぐうぃっち（チト）
- フリップフラッパーズ（白いドレスの少女）
- マギ シンドバッドの冒険（セレンディーネ）
- モブサイコ100（チヒロ）
- ラクエンロジック（剣しおり）
- ReLIFE（日代千鶴）

2017年
- うらら迷路帖（棗ニナ）
- ハンドシェイカー（リリ / 北条璃々）
- ツインエンジェルBREAK（如月すみれ / エンジェルサファイア）
- ソード・オラトリア ダンジョンに出会いを求めるのは間違っているだろうか外伝（アスフィ・アル・アンドロメダ）
- 将国のアルタイル（アイシェ）
- Infini-T Force（界堂笑）
- 宝石の国（ダイヤモンド）
- UQ HOLDER! 〜魔法先生ネギま!2〜（桜雨キリヱ）

2018年
- グランクレスト戦記（マリーネ・クライシェ）
- りゅうおうのおしごと!（清滝桂香）
- ミイラの飼い方（柏木カエデ、ミーくん、コニー）
- 宇宙よりも遠い場所（小淵沢貴子）
- 重神機パンドーラ（セシル・スー）
- イナズマイレブン アレスの天秤（2018年 - 2019年、海腹のりか） - 2シリーズ
- LOST SONG（コルテ、メル）
- ラストピリオド -終わりなき螺旋の物語-（イオナ）
- Lostorage conflated WIXOSS（植村一衣）
- すのはら荘の管理人さん（椎名茉莉）
- Back Street Girls -ゴクドルズ-（溝口カリン）
- ロード オブ ヴァーミリオン 紅蓮の王（花島笙子）
- はねバド!（志波姫唯華）
- ぐらんぶる（2018年 - 2025年、鈴木恵子） - 2シリーズ
- ドラえもん（テレビ朝日版第2期）（2018年 - 2024年、ナーナ、雪の精、伊藤つばさ〈2代目〉）
- やがて君になる（佐伯沙弥香）
- 寄宿学校のジュリエット（ジュリエット・ペルシア）
- ソードアート・オンライン アリシゼーション（2018年 - 2020年、アリス、アリシア） - 2シリーズ
- 叛逆性ミリオンアーサー（2018年 - 2019年、ファルサリア） - 2シリーズ

2019年
- 約束のネバーランド（2019年 - 2021年、アンナ） - 2シリーズ
- W'z《ウィズ》（リリ / 北条璃々）
- グリムノーツ The Animation（ゲルダ）
- 異世界かるてっと（2019年 - 2020年、ダクネス） - 2シリーズ
- 通常攻撃が全体攻撃で二回攻撃のお母さんは好きですか?（大好真々子）
- 鬼滅の刃（胡蝶カナエ）
- アズールレーン（2019年 - 2020年、加賀、愛宕、レナウン）
- アサシンズプライド（エイミー）
- 真・中華一番!（2019年 - 2021年、メイリィ） - 2シリーズ

2020年
- ダーウィンズゲーム（劉雪蘭）
- ぼくのとなりに暗黒破壊神がいます。（澄楚琴子）
- ランウェイで笑って（長谷川心）
- どるふろ -狂乱篇-（NTW-20、Kar98k）
- ソマリと森の神様（ヘイゼル）
- number24（伊吹の母）
- おじゃる丸（うす紫式部、男の子）
- ド級編隊エグゼロス（白雪舞姫）
- 天晴爛漫!（クラウディア）
- 戦翼のシグルドリーヴァ（ルサルカ・エヴァレスカ）
- NOBLESSE -ノブレス-（セーラ・J・ロイアード）
- 安達としまむら（樽見）

2021年
- たとえばラストダンジョン前の村の少年が序盤の街で暮らすような物語（マリー）
- 裏世界ピクニック（仁科鳥子）
- 弱キャラ友崎くん（2021年 - 2024年、菊池風香、クリス、リブラ、アルシア） - 2シリーズ
- ホリミヤ（2021年 - 2023年、堀百合子） - 2シリーズ
- 無職転生 〜異世界行ったら本気だす〜（2021年 - 2024年、シルフィエット / シルフィエット・グレイラット / フィッツ） - 4シリーズ
- SHOW BY ROCK!! STARS!!（ツキノ）
- ドラゴンクエスト ダイの大冒険 (2020)（ソアラ）
- ヴァニタスの手記（2021年 - 2022年、ドミニク） - 2シリーズ
- ジャヒー様はくじけない!（店長）
- プラチナエンド（2021年 - 2022年、バレ、生徒C）
- ビルディバイド（2021年 - 2022年、空木愛） - 2シリーズ

2022年
- デリシャスパーティ♡プリキュア（2022年 - 2023年、ジェントルー / 菓彩あまね / キュアフィナーレ）
- 名探偵コナン 警察学校編 Wild Police Story（ナタリー・来間）
- ルパン三世 PART6（フィン）
- ヒロインたるもの!〜嫌われヒロインと内緒のお仕事〜（内田茉優）
- 社畜さんは幼女幽霊に癒されたい。（かかさま）
- キングダム（紫季歌）
- 継母の連れ子が元カノだった（伊理戸由仁）
- 「艦これ」いつかあの海で（2022年 - 2023年、朝霜）

2023年
- 英雄王、武を極めるため転生す 〜そして、世界最強の見習い騎士♀〜（セレーナ・ユークス）
- この素晴らしい世界に爆焔を!（粘液まみれの騎士）
- 自動販売機に生まれ変わった俺は迷宮を彷徨う（2023年 - 2025年、フィルミナ） - 2シリーズ
- 七つの魔剣が支配する（オフィーリア＝サルヴァドーリ）
- シャドウバースF（2023年 - 2024年、ヒメル）

2024年
- 青の祓魔師 島根啓明結社篇（トイレの繭子さん）
- 姫様“拷問”の時間です（ジャイアント）
- バーテンダー 神のグラス（君嶋瑠美）
- ワンルーム、日当たり普通、天使つき。（徳光マリ）
- 真夜中ぱんチ（ゆき）
- VTuberなんだが配信切り忘れたら伝説になってた（山谷還）
- デリコズ・ナーサリー（フリーダ・デリコ）
- なぜ僕の世界を誰も覚えていないのか?（キュビレイ）
- 魔王様、リトライ!R（ミカン）
- 夏目友人帳 漆（しだ姫様）
- 神之塔 -Tower of God- 工房戦（ロン・メイ）
- 2.5次元の誘惑（生地絵理華）

2025年
- ハニーレモンソーダ（羽花の母）
- BEYBLADE X（万獣ジョカ）
- いずれ最強の錬金術師?（ソフィア）
- Unnamed Memory Act.2（リリア）
- スライム倒して300年、知らないうちにレベルMAXになってました 〜そのに〜（ユフフ）
- 鬼人幻燈抄（おふう / 童女）
- 中禅寺先生物怪講義録 先生が謎を解いてしまうから。（中禅寺千鶴子）
- 片田舎のおっさん、剣聖になる（ロゼ・マーブルハート）
- 帝乃三姉妹は案外、チョロい。（綾世昴）
- ゲーセン少女と異文化交流（望月桃子）
- サイレント・ウィッチ 沈黙の魔女の隠しごと（クローディア・アシュリー）
- その着せ替え人形は恋をする Season 2（相澤りほ）
- 永久のユウグレ（王真樹トワサ）
- 東島丹三郎は仮面ライダーになりたい（岡田ユリコ）

### 劇場アニメ
2011年
- 桜の温度（蘭澄）
- 万能野菜 ニンニンマン（石野カスミ）

2013年
- 劇場版 あの日見た花の名前を僕達はまだ知らない。（本間芽衣子〈めんま〉）
- 龍 -RYO-（お龍）

2014年
- 攻殻機動隊ARISE -GHOST IN THE SHELL-（エマ）
- モーレツ宇宙海賊 ABYSS OF HYPERSPACE -亜空の深淵-（アイ・ホシミヤ）

2015年
- 映画かいけつゾロリ うちゅうの勇者たち（クララ）
- ガールズ&パンツァー 劇場版（武部沙織）

2016年
- ガラスの花と壊す世界（スミレ）
- 劇場版selector destructed WIXOSS（植村一衣）
- ラストエグザイル-銀翼のファム- Over The Wishes（ミリア・イル・ヴェルク・クトレットラ・トゥラン）

2017年
- ゴーちゃん。〜モコとちんじゅうの森の仲間たち〜（モコ）
- ノーゲーム・ノーライフ ゼロ（シュヴィ、白）

2018年
- 劇場版 マジンガーZ / INFINITY（弓さやか）
- 劇場版Infini-T Force/ガッチャマン さらば友よ（界堂笑）
- さよならの朝に約束の花をかざろう（レイリア）
- ゴーちゃん。〜モコと氷の上の約束〜（モコちゃん）

2019年
- 劇場版 ダンジョンに出会いを求めるのは間違っているだろうか -オリオンの矢-（アスフィ・アル・アンドロメダ）
- 映画 この素晴らしい世界に祝福を!紅伝説（ダクネス）
- 冴えない彼女の育てかた Fine（霞ヶ丘詩羽）

2020年
- 劇場版 SHIROBAKO（小笠原綸子、あるぴん〈トレイシー〉）
- 劇場版 Fate/stay night [Heaven's Feel] III.spring song（クラウディア）
- HoneyWorks 10th Anniversary "LIP×LIP FILM×LIVE"（内田茉優）

2021年
- ARIA The CREPUSCOLO（アーニャ・ドストエフスカヤ、ゴンドラ女性客）
- ARIA The BENEDIZIONE（アーニャ・ドストエフスカヤ）

2022年
- 劇場版 異世界かるてっと 〜あなざーわーるど〜（ダクネス）
- 映画 デリシャスパーティ♡プリキュア 夢みる♡お子さまランチ! / わたしだけのお子さまランチ（菓彩あまね / キュアフィナーレ）

2023年
- 映画 プリキュアオールスターズF（菓彩あまね / キュアフィナーレ）

2024年
- ふれる。

2025年
- 劇場版 鬼滅の刃 無限城編 第一章 猗窩座再来（胡蝶カナエ）

### OVA
2010年
- 怪物王女（2010年 - 2011年、紗和々、ケルベロッテちゃん）

2011年
- デッドマン・ワンダーランド（向井日向）

2012年
- コードギアス 亡国のアキト（2012年 - 2016年、アンナ・クレマン）
- 絶対純白魔法少女（新田由比）
- 東方二次創作同人アニメ 夢想夏郷〜A Summer Day's Dream〜（西行寺幽々子）
- 猫神やおよろず（正倉院笹鳴）
- 輪廻のラグランジェ（2012年 - 2014年、ムギナミ） - 3シリーズ

2013年
- 鋼鉄のヴァンデッタ（生徒）
- 翠星のガルガンティア（2013年 - 2015年、サーヤ） - TV14話+『めぐる航路、遥か』
- 好きっていいなよ。（橘めい） - コミックス第11巻DVD付き限定版
- ちはやふる（大江奏） - コミックス第22巻DVD付き限定版

2014年
- ガールズ&パンツァー（2014年 - 2023年、武部沙織、タミ） - 2作品
- 絶滅危愚少女 Amazing Twins（こずみ）
- マギ シンドバッドの冒険（2014年 - 2015年、セレンディーネ） - コミックス第3・4・7巻特別版DVDに収録
- 機巧少女は傷つかない（いろり） - Vol.II・VI

2015年
- ARIA The AVVENIRE（アーニャ・ドストエフスカヤ）
- オオカミ少女と黒王子（三田亜由美） - コミックス第12巻OAD同梱版
- 閃乱カグラ ESTIVAL VERSUS -水着だらけの前夜祭-（詠）
- 創勢のアクエリオンEVOL（ミコノ・スズシロ）
- たまゆら〜卒業写真〜（2015年 - 2016年、三谷かなえ）

2016年
- 機動戦士ガンダム THE ORIGIN（2016年 - 2018年、ゼナ・ミア / ゼナ・ザビ） - 2019年に再編集作品『THE ORIGIN 前夜 赤い彗星』テレビ放送
- この素晴らしい世界に祝福を!（2016年 - 2017年、ダクネス） - 小説第9・12巻各オリジナルアニメブルーレイ付き同梱版
- 食戟のソーマ タクミの下町合戦（榊涼子） - コミックス第18巻DVD付き限定版
- ダンジョンに出会いを求めるのは間違っているだろうか（アスフィ・アル・アンドロメダ）
- 東方二次創作同人アニメ 秘封活動記録-月-（西行寺幽々子）
- 虹色デイズ（松永希美） - コミックス第13巻アニメDVD同梱版
- ブラッククローバー（シスター・リリー）

2017年
- 初恋モンスター（林真冬） - 単行本第8巻アニメDVD付き特装版
- ゆゆ式OVA「困らせたり、困らされたり」（相川千穂）
- UQ HOLDER! 〜魔法先生ネギま!2〜（2017年 - 2018年、桜雨キリヱ） - コミックス第14・16・17巻OAD付き限定版
- ご注文はうさぎですか?? 〜Dear My Sister〜（モカ）

2018年
- ReLIFE"完結編"（日代千鶴）

2020年
- 通常攻撃が全体攻撃で二回攻撃のお母さんは好きですか? OVA（大好真々子）
- ド級編隊エグゼロス（2020年 - 2021年、白雪舞姫） - コミックス第11・12巻アニメBD同梱版

### Webアニメ
2010年代
- こいけん! 〜私たちアニメになっちゃった!〜（2012年、初狩さつき）
- 月曜日のたわわ（2016年 - 2021年、後輩ちゃん） - 2シリーズ
- 弱酸性ミリオンアーサー（2016年、女性たち、ファルサリア / ファルサイア+イルカ、モブ）
- いたずら魔女と眠らない街（2017年、ヴィクトリア）
- A.I.C.O. Incarnation（2018年、白石真帆）
- ファイトリーグ ギア・ガジェット・ジェネレーターズ（2019年、クローム・モノクロム）
- みるタイツ（2019年、奥墨ユイコ）
- ポケモンマスターズ トレーナー大集結スペシャルアニメーション（2019年、エリカ）
- 真・中華一番!ぷち（2019年、メイリィ）
- しおひガールズ ボンゴレビアンコ（2019年 - 2020年）
- 斉木楠雄のΨ難 Ψ始動編（2019年、照橋心美、火野木望）

2020年代
- 虫籠のカガステル（2020年、アイシャ）
- 裏世界ピクニック 打ち上げ（2021年、仁科鳥子）
- 中高一貫!!キメツ学園物語 バレンタイン編（2021年、胡蝶カナエ）
- Pokémon Evolutions（2021年、リーリエ）
- TVアニメ「プラチナエンド」解説動画 おしえて!てんしーず（2021年 - 2022年、バレ）
- The Missing 8（2021年、マザー）
- Fate/Grand Order 藤丸立香はわからない（2023年 - 2024年、紫式部、管制室アナウンス） - 2シリーズ
- 『BLUE PROTOCOL』 Side Story（2024年、エーリンゼ）

### ゲーム
2008年
- 桃色大戦ぱいろん（紗優、青石夕歩）

2010年
- 剣と魔法と学園モノ。2G（パーネ）
- 剣と魔法と学園モノ。3（カーチャ、エルフ・女）

2011年
- 閃乱カグラ -少女達の真影-（詠）
- たんていぶ THE DETECTIVE CLUB（栗栖優子） - 3作品
- デッドエンド Orchestral Manoeuvres in the Dead End（手塚酉穂）
- とある魔術の禁書目録（五和）
- 勇現会社ブレイブカンパニー（メロディア）
- 嫁コレ（本間芽衣子〈めんま〉、楪いのり、ムギナミ、ミリア・イル・ヴェルク・クトレットラ・トゥラン、武部沙織 他）
- ロード オブ アポカリプス（ユーノ）

2012年
- あの日見た花の名前を僕達はまだ知らない。（本間芽衣子〈めんま〉）
- いますぐお兄ちゃんに妹だっていいたい!（茂森真央）
- 俺の妹がこんなに可愛いわけがない ポータブルが続くわけがない（ブリジット大人）
- ガールフレンド（仮）（2012年 - 2021年、夢前春瑚、有村詩音）
- ギルティクラウン ロストクリスマス（桜満真名）
- スーパーダンガンロンパ2 さよなら絶望学園（罪木蜜柑）
- Starry☆Sky 〜After Winter〜（高梨あい）
- 閃乱カグラ Burst -紅蓮の少女達-（詠）
- 東京バベル（イヴ）
- Dream Drops（不思議）
- 那由多の軌跡（ノイ）
- 迷宮塔路レガシスタ（メリーゼ）

2013年
- ArcheAge（ハリハラン・女性）
- エクステトラ（コトネ）
- グラナド・エスパダ（カノ）
- 月英学園 -kou-（執行律）
- サモンナイト5（クレシア）
- さくら荘のペットな彼女（椎名ましろ）
- 新星のグランドユニオン（フランチェスカ）
- 新・世界樹の迷宮 ミレニアムの少女（ローザ）
- Starry☆Sky 〜After Winter〜 Portable（高梨あい）
- 閃乱カグラ SHINOVI VERSUS -少女達の証明-（詠）
- 閃乱カグラ NewWave（詠）
- ダンガンロンパ1・2 Reload（罪木蜜柑）
- ダンジョントラベラーズ2 王立図書館とマモノの封印（アリシア・ハート）
- トイ・ウォーズ（ナルミ一号機スペシャルボイスC）
- 箱庭のフォルクローレ（シンデレラ）
- ファイナルファンタジーXIV：新生エオルゼア（ヤ・シュトラ・ルル）
- ボイスパズルアプリ〜アクエリオンEVOL〜（ミコノ・スズシロ）
- マブラヴ オルタネイティヴ トータル・イクリプス（オリガ・ブラキナ）
- LORD of VERMILION III（ヒルダ）

2014年
- ガールズ&パンツァー 戦車道、極めます!（武部沙織）
- 乖離性ミリオンアーサー（妖精ファルサリア）
- 禁忌のマグナ（シャルロッテ）
- グリモア〜私立グリモワール魔法学園〜（2014年 - 2018年、霧塚萌木、佐倉慈、ダクネス)
- ゴールデンタイム Vivid Memories（林田奈々）
- シャイニング・レゾナンス（リンナ・メイフィールド）
- 聖戦ケルベロス（ミュア）
- 閃乱カグラ2 -真紅-（詠）
- 戦場のウエディング（白き翼の少女エルシー）
- 第3次スーパーロボット大戦Z 時獄篇 / 天獄篇（2014年 - 2015年、ミコノ・スズシロ） - 2作品
- デカ盛り 閃乱カグラ（詠）
- 電撃文庫 FIGHTING CLIMAX（椎名ましろ）
- ドラゴンポーカー（リノ&ナナ）
- 猫耳さばいばー!（のん、ソフィー）
- バディ・コンプレックス 戦場のカップリング（南雲美月）
- ハマトラ Look at Smoking World（サリー）
- ファンタシースター ノヴァ（イズナ）
- ファントム オブ キル（2014年 - 2017年、ミストルティン、本間芽衣子、梓弓、ダクネス）
- World of Tanks（武部沙織） - 追加ボイスパッチ

2015年
- イグジストアーカイヴ -The Other Side of the Sky-（月館まゆら）
- インフィニット・ドライブ
- オルタンシア・サーガ -蒼の騎士団-（シーラ）
- ガールズ&パンツァー 戦車道大作戦!（2015年 - 2021年、武部沙織、遠山りん）
- 艦隊これくしょん -艦これ-（香取、朝霜、U-511 / 呂500、葛城、鹿島、嵐）
- キャプテン・アース Mind Labyrinth（夢塔ハナ）
- グランキングダム（リリアス・スフォルツァ）
- クイズRPG 魔法使いと黒猫のウィズ（リンカ・ワイアット、サユリ・ワイアット、五和）
- 幻影異聞録♯FE（織部彩羽）
- 冴えない彼女の育てかた -blessing flowers-（霞ヶ丘詩羽）
- ザクセスヘブン リベリオン（藤黄）
- 食戟のソーマ 友情と絆の一皿（榊涼子）
- 神撃のバハムート（ワトソン）
- セブンスドラゴンIII code:VFD
- 閃乱カグラ ESTIVAL VERSUS -少女達の選択-（詠）
- ディシディア ファイナルファンタジー（ヤ・シュトラ）
- テイルズ オブ ゼスティリア（アリーシャ・ディフダ）
- 電撃文庫 FIGHTING CLIMAX IGNITION（椎名ましろ）
- 東亰ザナドゥ（倉敷栞）
- トワイライトロア（アガサ）
- なないろランガールズ（深山怜華）
- ポップアップストーリー 魔法の本と聖樹の学園（エメリア・プリス）
- ラングリッサー リインカーネーション -転生-（ロナ・イテリメ）
- ロイヤルフラッシュヒーローズ（セリーナ）

2016年
- アカシックリコード（穂村千尋、ジュリィ・キュピレット）
- ARIA 〜AQUA RITMO〜（アーニャ・ドストエフスカヤ）
- あんさんぶるガールズ!!（小松ぼたん）
- オルタナティブガールズ（有村詩音）
- カンブリアン少女（甘葡梨杏）
- グランブルーファンタジー（2016年 - 2024年、黄金の騎士 / アリア・イスタバイオン、レイ、ユニ）
- グリムノーツ（ゲルダ、レギア・サラマンデ 他）
- CLOSERS（レヴィア）
- 幻獣契約クリプトラクト（アレクシア、キル）
- サマーレッスン（鵜飼）
- 少女たちは荒野を目指す
- スーパーロボット大戦OG ムーン・デュエラーズ（メルア・メルナ・メイア）
- ソウルワーカー（ハル・エスティア）
- 東亰ザナドゥ eX+（倉敷栞）
- ニューワールド（シャノン）
- ヴァンパイア†ブラッド-月戯（ルナ）-（藤崎愛奈）
- 名探偵ピカチュウ 〜新コンビ誕生〜（リタ・パートリッジ）
- ラストピリオド -終わりなき螺旋の物語-（イオナ）
- リーリヤのおともだち（のん）
- ワールドクロスサーガ -時と少女と鏡の扉-（不思議な少女 アリス）
- 陰陽師（2016年 - 2021年、小松丸〈初代〉）

2017年
- モン娘☆は〜れむ（エメリア）
- NEW GAME! -THE CHALLENGE STAGE!-（遠山りん）
- ディシディア ファイナルファンタジー オペラオムニア（ヤ・シュトラ）
- チェインクロニクル（2017年 - 2021年、ダクネス、如月すみれ、シルフィエット）
- 白猫プロジェクト（2016年 - 2023年、オスクロル・ラス・カサス、ダクネス）
- ソードアート・オンラインシリーズ（2017年 - 2018年、アリス・シンセシス・サーティ） - 5作品
- 閃乱カグラ PEACH BEACH SPLASH（詠）
- 体感合体 アクエリオンEVOL（ミコノ・スズシロ）
- 戦国アスカZERO（2017年 - 2019年、いろり、罪木蜜柑、詠、ダクネス、五和）
- ブルー リフレクション 幻に舞う少女の剣（芳村梨佳）
- アナザーエデン 時空を超える猫（フィーネ）
- ブラックローズサスペクツ（キャロル・ドノバン）
- 黒騎士と白の魔王（サキュバス）
- 戦艦少女R（ヴィットリオ・ヴェネト、オーロラ、白雪）
- ダンジョントラベラーズ2-2 闇堕ちの乙女とはじまりの書（アリシア・ハート）
- ダンジョンに出会いを求めるのは間違っているだろうか 〜メモリア・フレーゼ〜（アスフィ・アル・アンドロメダ）
- 戦姫絶唱シンフォギアXD UNLIMITED（暁切歌）
- スーパーロボット大戦X-Ω（2017年 - 2018年、ムギナミ）
- テイルズ オブ ザ レイズ（2017年 - 2022年、アリーシャ・ディフダ、アリス・シンセシス・サーティ）
- よるのないくに2 〜新月の花嫁〜（リリアーナ・セルフィン）
- この素晴らしい世界に祝福を! -この欲深いゲームに審判を!-（ダクネス）
- アズールレーン（2017年 - 2020年、レナウン〈初代〉、愛宕〈初代〉、加賀〈初代〉、グラーフ・ツェッペリン〈初代〉、ツェッペリンちゃん〈初代〉） - 2作品
- 御城プロジェクト:RE（シェーンブルン宮殿、品川台場）
- ドラゴンクエストライバルズ（アメリア）
- アンジュ・ヴィエルジュ 〜ガールズバトル〜（ダクネス）
- かんぱに☆ガールズ（2017年 - 2020年、シュヴィ、白、ダクネス、ユィア・ストゥース）
- 東津萌米-穗姬PLUS 日本語版（穗姬）
- シノビマスター 閃乱カグラ NEW LINK（詠）
- レイヤードストーリーズ ゼロ（ムツキ / ベールムツキ、ナスノイチカ、KAGUYA、ラ・ローズ・ブルー、ベールムツキ＝ジェネシス、アプサラス）
- きららファンタジア（2017年 - 2022年、ライネ、相川千穂、佐倉慈、遠山りん、棗ニナ、橘勇魚、モカ）
- ファイアーエムブレム ヒーローズ（2017年 - 2023年、スリーズ、フィー）

2018年
- ディシディア ファイナルファンタジー NT（ヤ・シュトラ）
- ネギマテ UQ HOLDER! 〜魔法先生ネギま! 2〜（桜雨キリヱ）
- ガールズ&パンツァー ドリームタンクマッチ（武部沙織）
- 閃乱カグラ Burst Re:Newal（詠）
- 名探偵ピカチュウ（リタ・パートリッジ）
- 斉木楠雄のΨ難 妄想暴走 Ψキックバトル（照橋心美）
- 三国BASSA!!（趙雲）
- ビーナスイレブンびびっど！（アプリス、セラエノ）
- グランクレスト戦記（マリーネ・クライシェ）
- フードファンタジー（お屠蘇、パイナップルケーキ、キムチ）
- 機動戦隊アイアンサーガ（朧）
- 妖怪ウォッチ ぷにぷに（2018年 - 2025年、海腹のりか、ダクネス、シルフィエット）
- OCTOPATH TRAVELER（オフィーリア・クレメント）
- ドールズフロントライン（2018年 - 2020年、モーゼルKar98K〈初代〉、NTW-20〈初代〉、StG44〈初代〉）
- 電撃文庫：CROSSING VOID（椎名ましろ） - 海外向けアプリゲーム
- ファイブキングダム -偽りの王国-（リアリ）
- ブラウンダスト（グランヒルト）
- ドラガリアロスト（ゼシア、ジュリエッタ）
- あかねさす少女（レイ）
- プレカトゥスの天秤（セラフィーナ・アレクサンドラ・ヴォルゴード）
- 城とドラゴン（サイクロガール）
- パズル&ドラゴンズ（アリス）
- ワールド オブ ファイナルファンタジー マキシマ（ヤ・シュトラ）
- 消滅都市0.（カノ）
- PEACH BALL 閃乱カグラ（詠）
- 崩壊学園（2018年 - 2021年、蓬莱寺九霄〈初代〉）

2019年
- Fate/Grand Order（2019年 - 2020年、紫式部）
- 47 HEROINES（在間恵理）
- モンスターストライク（2019年 - 2023年、ワタツミ、アリス・シンセシス・サーティ）
- 三国志大戦（杜夫人、楊艶）
- 永遠の七日（2017年 - 2021年、朝奈〈初代〉）
- ナナカゲ 〜7つの王国と月影の傭兵団〜（アターシャ）
- ブレイブソード×ブレイズソウル（2019年 - 2022年、未来ヲ斬跋スル刃、爾限流・未来ヲ斬跋スル刃≠ロスト）
- この素晴らしい世界に祝福を! 〜希望の迷宮と集いし冒険者たち〜（ダクネス）
- とある魔術の禁書目録 幻想収束（五和）
- 蒼藍の誓い ブルーオース（ノースカロライナ、サンフランシスコ、アリシューザ）
- 機動都市X（ジョアンナ）
- クリスタル オブ リユニオン（アタランテ）
- 戦国少女〜戦場に舞う姫たち〜（竹林院）
- セブンズストーリー（2019年 - 2022年、キャロル、ロゼ、シルフィエット、ユメテラス）
- ポケモンマスターズ / EX（2019年 - 2025年、エリカ）
- ガール・カフェ・ガン（グルニエ・デラサール）
- CODE VEIN（ミア・カルンシュタイン）
- ドラゴンクエストXI 過ぎ去りし時を求めて S（ロミア、メル / メルトア、ぱふぱふ娘〈エドゥリス〉）
- 社長、バトルの時間です!（五和）
- WAR OF THE VISIONS ファイナルファンタジー ブレイブエクスヴィアス 幻影戦争（≪囁き≫、≪祈り≫、≪呟き≫）
- ドラゴンクエストライバルズ（2019年 - 2020年、ロミア、ローラ姫）
- ワールドフリッパー（2019年 - 2022年、ネフティム、ダクネス）
- BLADE ARCUS Rebellion from Shining（リンナ・メイフィールド)

2020年
- アークナイツ（2020年 - 2021年、プラチナ〈初代〉）
- 神田川JET GIRLS（詠）
- World of Warships:Legends（愛宕）
- プロジェクト・シルバーウイング（QBZ95、G36）
- この素晴らしい世界に祝福を！ファンタスティックデイズ（ダクネス）
- SHOW BY ROCK!! Fes A Live（ツキノ）
- 七つの大罪 〜光と闇の交戦〜（モノ）
- 戦姫ストライク（ディニス、マグレット）
- ゼノンザード（アリス）
- ロストディケイド （トリファ）
- 魂器学院（フレィ）
- ソードアート・オンライン アリシゼーション リコリス（アリス・シンセシス・サーティ）
- エルダーアーク（クーリ）
- ドラゴンクエストX いばらの巫女と滅びの神 オンライン（イルーシャ、光の胡蝶）
- ハンドレッドソウル（カイリン）
- ステーションメモリーズ!（諸星すばる）
- ワールズエンドクラブ（バニラ）
- 聖闘士星矢 ライジングコスモ（カメレオン星座・ジュネ）
- この素晴らしい世界に祝福を! 〜この欲望の衣装に寵愛を!〜（ダクネス）
- Shadowverse（カースドクイーン・ナハト・ナハト）
- ファイナルギア -重装戦姫-（九条綾）
- ポコロンダンジョンズ（ダクネス）
- エデンの扉（クラリス・エレーナ）
- イリュージョンコネクト（アンナ、鳳凰月華）
- パニシング:グレイレイヴン（2019年 - 2021年、リーフ〈初代〉）
- りゅうおうのおしごと!（清滝桂香）

2021年
- テラクラシック（ルナ・エリーン）
- SOUND VOLTEX EXCEED GEAR（レイシス）
- 無職転生 〜ゲームになっても本気だす〜（シルフィエット）
- FUSHO-浮生-（主人公・女）
- 一騎当千 エクストラバースト（詠）
- ブラック・サージナイト（リュッツオウ）
- ＃コンパス 戦闘摂理解析システム（青春アリス）
- キングスレイド（イザヤ）
- ファンタジア・リビルド（霞ヶ丘詩羽）
- フィギュアストーリー（アーレンツ・ベル、アオイ、真恋）
- 異世界かるてっと 〜激突！ぱずるすくーる〜（ダクネス）
- 終末のアーカーシャ（バージル、アレナ）
- 月姫 -A piece of blue glass moon-（ノエル）
- 彼女、お借りします ヒロインオールスターズ（ジュリエット・ペルシア）
- ナナリズムダッシュ（2021年 - 2022年、如月すみれ、ダクネス）
- MELTY BLOOD: TYPE LUMINA（2021年 - 2022年、ノエル / 死徒ノエル）
- OCTOPATH TRAVELER 大陸の覇者（オフィーリア）
- アサルトリリィ Last Bullet（渡邉茜）

2022年
- 阿卡夏計劃（出雲千代）
- シン・クロニクル（ハンナ、アリン）
- リネージュ2M（モモ）
- この素晴らしい世界に祝福を！〜呪いの遺物と惑いし冒険者たち〜（ダクネス）
- ゼノブレイド3（ナギリ）
- 雀龍門M（メイファ）
- クラッシュフィーバー（シルフィエット）
- 白猫GOLF（オスクロル）
- たとえばラストダンジョン前の村の少年が序盤の街で暮らすような物語 〜ドタバタ英雄譚〜（マリー）
- シロナガス島への帰還（アウロラ・ラヴィーリャ）
- ソードアート・オンライン ヴァリアント・ショウダウン（アリス・シンセシス・サーティ）
- 武装神姫 アーマードプリンセス バトルコンダクター（ナビゲーター型 レイシス）

2023年
- ドラゴンクエストX 天星の英雄たち オンライン（女神ルティアナ）
- 麻雀格闘倶楽部Sp（ダクネス）
- 麻雀ファイトガール（ナナツノ・ツミレ）
- BLUE PROTOCOL（エーリンゼ）
- 転生したらスライムだった件 魔王と竜の建国譚（ダクネス）
- タワーオブスカイ（ルスタ）
- ダンジョンに出会いを求めるのは間違っているだろうか バトル・クロニクル（アスフィ・アル・アンドロメダ）
- インフィニティ ストラッシュ ドラゴンクエスト ダイの大冒険（ソアラ）
- ソードアート・オンライン ラスト リコレクション（アリス・シンセシス・サーティ）
- コードギアス 反逆のルルーシュ ロストストーリーズ（アンナ・クレマン）
- 東方幻想エクリプス（2023年 - 2024年、西行寺幽々子）

2024年
- ファントム オブ キル -オルタナティブ・イミテーション-（梓弓、ミストルティン）
- 共闘ことばRPG コトダマン（ダクネス）
- GAPOLI（ダクネス）
- セガNET麻雀 MJ（ダクネス）
- ドラゴンクエストX 未来への扉とまどろみの少女 オンライン（女神ルティアナ）
- 逆転オセロニア（ダクネス）
- フェスティバトル（オスクロル）
- ブラウンダスト2（詠）
- ソードアート・オンライン フラクチュアード デイドリーム（アリス・シンセシス・サーティ）
- グランブルーファンタジー ヴァーサス -ライジング-（ユニコーン）

時期未定
- 神角技巧と11人の破壊者 中国版（エリザ＝シルバーストーム）

### ドラマCD
- アニコイ〜ANIme mitaina KOI shitai!〜（女生徒）
- 淡海乃海 水面が揺れる時〜三英傑に嫌われた不運な男、朽木基綱の逆襲〜（綾、奈津[463]）
- あまんちゅ!第1、2巻（大木双葉[464][465]）
- あやつりピエロの物語（エレーナ・少女[466]）
- いおの様ファナティクス（いおの・ミト・アルシュライン[467]） - ドラマCD付き新装版コミック1・2巻特装版
- いま妹ドラマCD2 いますぐお兄ちゃんに誰か一人を選んでっていいたい!（茂森真央）
- 俺がお嬢様学校に「庶民サンプル」として拉致られた件（有栖川麗子[468]） - ドラマCD付き文庫第5巻特装版
- 俺の彼女と幼なじみが修羅場すぎる（冬海愛衣[469]） - ドラマCD付き文庫第8巻限定特装版
- この素晴らしい世界に祝福を！ シリーズ（ダクネス） - 5作品[470][471][472][473]
- ReLIFE ドラマCD 「バラエティBOX」（日代千鶴）
- ガールズ&パンツァーシリーズ（武部沙織）
  - ガールズ&パンツァー ドラマCD『今度はドラマCDです!』
  - ガールズ&パンツァー ドラマCD2『もうすぐアンツィオ戦です!』
  - ガールズ&パンツァー ドラマCD3『あんこうチーム訪問します!』
  - ガールズ&パンツァー ドラマCD4 月刊戦車道CD 戦車女子特集します!
  - ガールズ&パンツァー劇場版 ドラマCD5 新しい友達ができました!
  - ガールズ&パンツァー最終章 ドラマCD1 テスト勉強です!
  - ガールズ&パンツァー最終章 ドラマCD2 学園祭です!?
- がんばれ!消えるな!!色素薄子さん（絵尾画子[474]） - ドラマCD付きコミックス第7巻特装版
- コードギアス 亡国のアキト Sound Episode1 - 3（アンナ・クレマン）
- ゴールデンタイム ドラマCD（林田奈々〈リンダ〉[475]）
- サーバント×サービス（山神ルーシー〈略〉[476]）
- 冴えない彼女の育てかた キャラクターイメージソング（霞ヶ丘詩羽）
- さくら荘のペットな彼女シリーズ（椎名ましろ）
  - さくら荘のペットな彼女 -椎名ましろのはじめてお世話-
  - さくら荘のペットな彼女 ドラマCD 第1巻 - 第3巻
- シスコイ!（日向[477]）
- 執事★ゲーム（婚約者）
- 人狼 - Chaotic Time -（アロナ・テレーゼ[478]）
- 好きっていいなよ。（橘めい） - ドラマCD付きコミックス第6巻特装版
- 世界で一番おっぱいが好き!（桃瀬とうか[479][480]） - ドラマCD付きコミックス第3・4巻とらのあな限定特装版
- 烈風の騎士姫（マリアンヌ）
- たいようのいえ（シュークリーム屋、戦国居酒屋店員） - ドラマCD付きコミックス第5巻特装版
- たとえばラストダンジョン前の村の少年が序盤の街で暮らすような物語（マリー） - ドラマCD付き小説第9巻特装版
- デスマーチからはじまる異世界狂想曲（アーゼ〈アイアリーゼ・ボルエナン〉） - ドラマCD付き小説第24巻特装版
- トリニティセブン 7人の魔書使い（浅見リリス[481]）
- なれる!SE（姪乃浜梢[482]）
- 虹色デイズ（松永希美[483]） - ドラマCD付きコミックス第7巻限定版
- 29とJK（渡良瀬綾[484]） - ドラマCD付き文庫第6巻限定特装版
- NEW GAME! ドラマCD1 - 3（遠山りん[485]）
- ひまわりさん（七瀬奈々子[486]）
- 氷菓（伊原摩耶花）
- BLADE ARCUS Rebellion from Shining(リンナ・メイフィールド) - ドラマCD付属版
- ぼくのとなりに暗黒破壊神がいます。（澄楚琴子[487]）
- 迷い猫オーバーラン!（十和野心） - ドラマCD付き文庫第11巻特装版
- マンガで分かる心療内科[488]
- ゆめくり（宇敷とくら[489]）
- 百合男子（松岡涼） - ドラマCD付きコミックス第2巻特装版
- 弱キャラ友崎くん（菊池風香）※ドラマCD付き文庫第8.5巻特装版[490]
- りゅうおうのおしごと!（清滝桂香） - ドラマCD付き文庫第4巻特装版
- 輪廻のラグランジェ season2 キャラクターCD Vol.1 - 3（ムギナミ）

### オーディオブック
- 通常攻撃が全体攻撃で二回攻撃のお母さんは好きですか?（2018年、朗読[491]）

### オーディオドラマ
- 多数決ドラマ『青春ブタ野郎はバニーガール先輩の夢を見ない with さくら荘のペットな彼女』（2016年、椎名ましろ）
- 『This Is It! 制作進行東雲次郎』 ティザームービー（2020年、真雪瑠璃[492][493][494]）
- 『魔法世界の受付嬢になりたいです』オーディオドラマ（2022年、ナナリー[495]）
- TRUE WIRELESS STEREO EARPHONES 茅野愛衣 モデル オリジナルボイスドラマ『茅野愛衣と一緒にお散歩』（2022年）[496]

### ASMR
- ねこぐらし。シリーズ（2020年 - 2021年、シャム猫）
  - ねこぐらし。〜シャム猫娘と癒しのだらけ〜[497]
  - ねこぐらし。2〜シャム猫娘のおもてなしだらけ〜[498]
  - 新・ねこぐらし。〜シャム猫神 編〜[499]
- うなずき彼女 〜まったり2人のラブラブじかん〜（2022年、藤原ゆき）
- おしごとねいろ 〜エステティシャン編〜（2022年、成瀬香保里[500]）
- ママといっしょにおねんねしましょ 〜おっとりママ編〜（2023年、葛西絵美）
- 和み処 一番星～ふんわりお姉さん系仲居さんと心から癒される特別な一日～（2025年、紬和奏）

### 吹き替え

#### 映画
- 三銃士/王妃の首飾りとダ・ヴィンチの飛行船（2012年、アンヌ王妃〈ジュノー・テンプル〉） - テレビ朝日版
- ザ・コール 緊急通報指令室（2014年、ケイシー・ウェルソン〈アビゲイル・ブレスリン〉）
- レディ・プレイヤー1（2018年、フナーレ・ザンドー〈ハナ・ジョン＝カーメン〉[501]）
- ドクター・ドリトル（2020年、ミニー〈声：ニック・A・フィッシャー〉[502]）

#### ドラマ
- スクリーム・クイーンズ SEASON1（フェザー）
- HAWAII FIVE-0 シーズン5 #3（2015年、リア）

#### アニメ
- スパイダーマン:フレンドリー・ネイバーフッド(アシャ)

### デジタルコミック
- VOMIC magico（2011年、エマ）
- BeeTV 好きっていいなよ。（2013年、橘めい）
- 寄宿学校のジュリエット ペルシア演ってみた！（2016年 - 2019年、ジュリエット・ペルシア）
- それともタイムリープにする?（2021年、芽音時菜[503]）
- 守れ!しゅごまる（2022年、王城さなぎ）
- 花ふるコロニーロット〜26歳OL、ガーデニング男子に弟子入りする〜（2022年、蕃茄なずな[504]）
- 晴れ晴れ日和（2022年、香田千晴[505][506]）
- 婚約者は溺愛のふり（2024年、ラチエル[507]）

### パチンコ・パチスロ
- シスタークエスト3〜黄金の大地と東の勇者〜（2012年、水晶姫クレア）
- パチンコ CR麻雀物語2〜めざせ!雀ドル決定戦!〜（2015年、能海しいな）
- パチンコ CR熱響! 乙女フェスティバル ファン大感謝祭LIVE（2015年、能海しいな）
- パチスロ ウィッチクラフトワークス（2016年、多華宮霞[508]）
- パチンコCR閃乱カグラ（2016年、詠）
- P SHOW BY ROCK!!（2019年、ツキノ）
- パチスロこの素晴らしい世界に祝福を！（2022年、ダクネス）
- Pこの素晴らしい世界に祝福を！199LT「このラッキートリガーに祝福を！」（2024年、ダクネス[509]）

### ラジオ
※はインターネット配信。
- あの日聞いたラジオの名前を僕たちはまだ知らない。（2011年 - 2012年、アニメ公式サイト※）
- GUILTY CROWN RADIO COUNCIL（2011年 - 2012年、音泉※）
- ラストエグザイル カルタッファル通信（2011年 - 2012年、HiBiKi Radio Station※）
- さくら荘のペットなラジオ（2012年 - 2013年、超!A&G+※・アニメイトTV※）
- ラジオの婚約者と幼なじみが修羅場すぎる（2012年 - 2013年、アニメ公式サイト※・音泉※ / 2014年、アニメ公式サイト※・ニコニコ動画※ / 2016年、YouTube※・ニコニコ動画※）
- ちはやふる〜浜松町かるた部〜（2013年、超!A&G+※・音泉※）
- 劇場版 あの日聞いたラジオの名前を僕たちはまだ知らない。（2013年 - 2014年、劇場版公式サイト※）「裏ラジオ」も同時更新
- あの花 neets ノイタミナラジオ（2013年、音泉※）
- 凪のあすからじお（2013年 - 2014年、音泉※・HiBiKi Radio Station※）
- ノーラジオ・ノーライフ ゲーマー兄弟がラジオをするそうです。（2014年、2015年、2017年、HiBiKi Radio Station※）[510]
- 禁忌のマグナRADIO 第1回 - 第2回（2014年、音泉※）[511]
- 復刻版 あの日聞いたラジオの名前を僕たちはまだ知らない。「ここさけ」公開記念!（表番組）、「ここだけ♪」（裏番組）（2015年、劇場版アニメ公式サイト内※）
- Radio「緋弾のアリアAyane Ai」（2015年、音泉※・HiBiKi Radio Station※）[512]
- 冴えないラジオの育てかた Again（2015年 - 2017年、音泉※）[513]
- GUILTY CROWN RADIO COUNCIL（復活版）（2016年、音泉※）[514]回替わりパーソナリティ
- たまゆらじお〜卒業写真〜 第12回（2016年）回替わりパーソナリティ
- RADIO NEW GAME! 〜コウとりんの進捗報告会!〜（2016年 - 2017年、HiBiKi Radio Station※）
- あまんちゅらじお! ぴかりとてこと（2016年 - 2017年、ニコニコ動画※）[515]
- Tales of Zestiria the X〜リスナーの情熱で番組を照らすラジオ〜（2016年 - 2017年、音泉※）[516]
- 冴えないラジオの育てかた♭（2017年 - 2018年、音泉※）
- RADIO NEW GAME! 〜イーグルジャンプの進捗報告会!〜（2017年、HiBiKi Radio Station※）月替わりパーソナリティ
- あまんちゅ！ラジオ〜あどばんす〜 ぴかりとてこと（2018年、YouTube※）[517]
- 通常配信が毎週配信で二回配信の茅野さんは好きですか？（2019年 - 2020年、公式サイト※・YouTube※）[518]
- アニプレックス NEXT RADIO（2020年 - 2021年、YouTube※）[519][520]
- 茅野愛衣のむすんでひらいて（2020年、YouTube※）
- たとえばラストダンジョン前の村の少年が序盤のラジオで話すような物語（2020年 - 2021年、音泉※）[521]
- 週刊ファルコムラジオ（2023年、文化放送） - 6月マンスリーMC

### ラジオCD
- ラジオCD 「冴えないラジオの育てかた Again」
- DJCD 「Tales of Zestiria the X〜リスナーの情熱で番組を照らすラジオ〜」
- ノイタミナラジオ おまとめCD 1・3・7
- ラジオCD 「ノーラジオ・ノーライフ」 Vol.1 - 3
- ラジオCD 「松岡茅野料理學園 in お食事処まつおか」 ※食戟のソーマ 〜お食事処まつおか〜Vol.4【Amazon.co.jp限定版】[522]
- ラジオCD 「松岡茅野料理學園 in お食事処まつおか 弍ノ皿」 ※「食戟のソーマ 〜お食事処まつおか〜 弍ノ皿」「食戟のソーマ弐ノ皿presents　おあがりよ、まつおかさん！」【Amazon.co.jp限定2巻購入特典】[523]
- ラジオCD 「ラグラジ！」 .1 - 3
- ラジオCD 「RADIO NEW GAME!〜コウとりんの進捗報告会〜」Vol.1
- CD 「ラジオの婚約者と幼なじみが修羅場すぎる」 Vol.1[524]
- ラジオCD 「Radio『緋弾のアリアAyane Ai』」
- ラジオCD 「ラストエグザイル カルタッファル通信」

### テレビ番組
※はインターネット配信。
- 「朝まで?"はな"テレビ」（2013年、ニコニコ生放送※）
- 『空と白のニコ×2ライフ　さぁ――生でゲームをはじめよう』（2014年、ニコニコ生放送※・メディファクちゃんねる※）[525]
- ノゲ杯☆最強ゲーマー決定戦（2014年、AT-X）
- 『selector infected WIXOSS』ニコ生スペシャル（2014年、ニコニコ生放送※）[526]
- 茅野と金元のガンガンGAちゃんねる（2016年 - 2018年、YouTube※・ニコニコ動画※）[527]
- かやのみ 〜茅野愛衣が日本酒をのみながら、食べるだけ〜（2016年 - 、YouTube※）[528]
- アニプレックス NEXT（2020年 - 2021年、YouTube※）[519][529]
- 【日笠陽子×南條愛乃×茅野愛衣】Say U Play（2022年、YouTube※）[530]

### ナレーション
- 出張!お笑いエンジェル（2016年6月18日 - 、NHK BSプレミアム） - 語り
- あさこ・佳代子の大人なラジオ女子会（2021年10月30日 - 、NHKラジオ第1） - ナレーション[531][注 13]
- ライオン・クイーンズ：ハンティング to キル（ナショナルジオグラフィック） - ナレーション
- 有吉のこどもが聞いているでしょうが（2022年5月15日 - 、MBSテレビ） - ナレーター
- お願い！ランキング presents そだてれび  「140×875(ハナコ)」（2022年7月4日 - 、テレビ朝日） - ナレーション

### テレビドラマ
- クリスタル（2011年6月18日 - 7月9日、千葉テレビ放送） - 森川舞 役

### CM・PV・MV
CM
- コンプティーク 2016年1月号 TVCM（『艦隊これくしょん -艦これ-』より「朝霜」）
- キリン・氷結 WEB限定CM（2016年、アンナ、サキ）
- 通常攻撃が全体攻撃で二回攻撃のお母さんは好きですか?（2017年）
- 女神寮の寮母くん。（2018年）
- 人外教室の人間嫌い教師（2022年）

PV
- 『忘却の軍神と装甲戦姫』PV（2012年、ナレーション）
- ボイス 110緊急指令室 副音声的PR（2019年）
- 『HGに恋するふたり』PV（2020年、神崎さやか）
- 『最強出涸らし皇子の暗躍帝位争い』PV（2020年、フィーネ・フォン・クライネルト）
- 『娘じゃなくて私が好きなの!?』PV（2021年、歌枕綾子）

MV
- fripSide「Love with You」MV
- 遊助「この船のテーマ」アニメMV（2022年、不思議な少女ノナ）
- THE FIRST TAKE『青い栞』（2023年）

### その他コンテンツ
- コンビニ情報声優ナビプラス!!（店員〈リリスの姉〉、リリス、DJ）
- 西武ドーム 始球式・場内アナウンス（2013年8月17日・2015年9月13日[543]）
- 西武観光バス ちちぶ巡礼バス アナウンス[544]（本間芽衣子〈めんま〉）
- only oneパソコン「TYPE:16」人目／「TYPE:YOU」シリーズ第8弾（ノートパソコン：オリジナル天板デザイン、オリジナル音声）（期間限定受注期間：2014年2月1日 - 2014年3月31日）
- 宝探し 探偵学園エデン 〜怪盗アビルからの挑戦〜（2014年）
- WIXOSS カード（WX-06 ウィクロスTCG ブースターパック フォーチュンセレクター）：イラスト原案、WX06-CB03 羅植　カヤッパ（2015年）[545]
- PRIUS! IMPOSSIBLE GIRLS（08 トヨタセーフティーセンス P[546]）
- 秩父市イメージキャラクター「ポテくまくん」（2016年、ポテくまくんの声[547]）
- アトレ秋葉原×『寄宿学校のジュリエット』コラボ録りおろし館内放送ナレーション（2018年、ジュリエット・ペルシア[548]）
- ドラゴンクエストライバルズ レベルアップ!ライバレディオ!（2018年、アメリア）
- 声優・茅野愛衣のほろ酔い日記 コヨイのカヤノ（おとなの週末2021年1月号 - 連載中）
- マスクプレイミュージカル『デリシャスパーティ♡プリキュア ドリームステージ』（2022年、菓彩あまね / キュアフィナーレ[549]）
- poiq（2022年、フローラ）
- シャープ「COCORO VOICE」ホットクック・ヘルシオ用カスタムボイス（2022年、菓彩あまね / キュアフィナーレ[550]）
- TRUE WIRELESS STEREO EARPHONES 茅野愛衣 モデル（2022年、システムボイス[496]）

## ディスコグラフィ

### アルバム
| 発売日        | タイトル         | 規格品番     | オリコン最高位 | 備考                               |
| ------------- | ---------------- | ------------ | -------------- | ---------------------------------- |
| 2021年3月10日 | むすんでひらいて | SVWC-70493/4 | 8位            | 10thメモリアル ブック&ミニアルバム |

### キャラクターソング
| 発売日         | タイトル                                                                                              | 歌 | 楽曲 | 備考                                                                                                  |
| -------------- | --- | --- | --- | --- |
| 2011年1月18日  | 夢喰いメリー キャラクターソング 橘勇魚                                                                | 橘勇魚（茅野愛衣） | 「遠くにいても」 「パステルマキアート」                                                                         | テレビアニメ『夢喰いメリー』関連曲                                                                    |
| 2011年4月27日  | secret base 〜君がくれたもの〜                                                                        | 本間芽衣子（茅野愛衣）、安城鳴子（戸松遥）、鶴見知利子（早見沙織） | 「secret base 〜君がくれたもの〜 (10 years after Ver.)」 「secret base 〜君がくれたもの〜 (Memento mori Ver.)」 | テレビアニメ『あの日見た花の名前を僕達はまだ知らない。』エンディングテーマ                            |
| 2011年8月24日  | 猫神やおよろず キャラクターソング Vol.3                                                               | 笹鳴（茅野愛衣） | 「なんてったって許嫁」                                                                                          | テレビアニメ『猫神やおよろず』関連曲                                                                  |
| 2011年9月28日  | カイメイ・ロック・フェスティバル                                                                      | ROMAN［早乙女浪漫（茅野愛衣）］ | 「どりぃみんぐ☆らぶ」 「どりぃみんぐ☆らぶ（LIVE MIX ver.）」                                                    | テレビアニメ『SKET DANCE』関連曲                                                                      |
| 2011年9月28日  | 神様ドォルズ ドラマ・キャラクターアルバム Vol.2 〜日々乃と一緒〜                                      | 史場日々乃（茅野愛衣） | 「なんだか、あのね。」                                                                                          | テレビアニメ『神様ドォルズ』関連曲                                                                    |
| 2011年10月12日 | 神様のメモ帳 キャラクターソング Vol.2                                                                 | 篠崎彩夏（茅野愛衣） | 「Another sky」 「私だけの空」                                                                                  | テレビアニメ『神様のメモ帳』関連曲                                                                    |
| 2011年12月16日 | SKET DANCE キャラクターソングアルバム "キャラット・ダンス♪"                                           | 早乙女浪漫（茅野愛衣） | 「全開！乙女フィルター」                                                                                        | テレビアニメ『SKET DANCE』関連曲                                                                      |
| 2012年3月7日   | パーリー！ハレルヤ！                                                                                  | すけっと“敗者“歌謡 | 「ダーリー！ダレルヤ！」                                                                                        | テレビアニメ『SKET DANCE』関連曲                                                                      |
| 2012年3月21日  | ちはやふる オリジナル・サウンドトラック&キャラクターソング集 第2首                                    | 大江奏（茅野愛衣） | 「乙女の恋は蝶結び」                                                                                            | テレビアニメ『ちはやふる』関連曲                                                                      |
| 2012年5月23日  | まどろみの約束                                                                                        | 千反田える（佐藤聡美）、伊原摩耶花（茅野愛衣） | 「まどろみの約束」 「ロマンスはまだ早い」                                                                       | テレビアニメ『氷菓』エンディングテーマ                                                                |
| 2012年8月15日  | ジャージ部魂!/ジャージ部のうた-完全版-                                                                | 鴨女ジャージ部 | 「ジャージ部魂！」                                                                                              | テレビアニメ『輪廻のラグランジェ』エンディングテーマ                                                  |
| 2012年8月15日  | ジャージ部魂!/ジャージ部のうた-完全版-                                                                | 鴨女ジャージ部 | 「ジャージ部のうた -完全版-」                                                                                   | テレビアニメ『輪廻のラグランジェ』関連曲                                                              |
| 2012年8月22日  | 君にまつわるミステリー                                                                                | 千反田える（佐藤聡美）、伊原摩耶花（茅野愛衣） | 「君にまつわるミステリー」 「フェードin/out」                                                                   | テレビアニメ『氷菓』エンディングテーマ                                                                |
| 2012年8月29日  | さくら荘のペットな彼女 スターターCD BOX                                                               | 椎名ましろ（茅野愛衣） | 「なchuラル」 「あなたがつないで」                                                                              | テレビアニメ『さくら荘のペットな彼女』関連曲                                                          |
| 2012年9月19日  | 輪廻のラグランジェ season2 キャラクターCD Vol.3 ムギナミ編                                            | ムギナミ（茅野愛衣） | 「Darlin'」 | テレビアニメ『輪廻のラグランジェ season2』関連曲                                                      |
| 2012年11月7日  | Enter Enter MISSION!                                                                                  | あんこうチーム | 「Enter Enter MISSION!」 「それゆけ！乙女の戦車道!!」                                                           | テレビアニメ『ガールズ&パンツァー』エンディングテーマ                                                 |
| 2012年11月21日 | 君が夢を連れてきた                                                                                    | ペットな彼女たち | 「君が夢を連れてきた」                                                                                          | テレビアニメ『さくら荘のペットな彼女』オープニングテーマ                                              |
| 2012年11月21日 | ガールズ&パンツァー キャラクターソング vol.2 武部沙織                                                 | 武部沙織（茅野愛衣） | 「恋にLOVEして」 「SUNNY GIRL」                                                                                 | テレビアニメ『ガールズ&パンツァー』関連曲                                                             |
| 2013年1月30日  | さくら荘のペットな彼女 Blu-ray&DVD Vol.1 特典CD                                                       | 椎名ましろ（茅野愛衣） | 「なんで？なんで？なんで？」                                                                                    | テレビアニメ『さくら荘のペットな彼女』関連曲                                                          |
| 2013年2月13日  | Fighting Dreamer/闇夜は乙女を花にする                                                                 | 焔（喜多村英梨）、詠（茅野愛衣）、日影（白石涼子）、未来（後藤沙緒里）、春花（豊口めぐみ） | 「闇夜は乙女を花にする」                                                                                        | テレビアニメ『閃乱カグラ』エンディングテーマ                                                          |
| 2013年2月27日  | 俺の彼女と幼なじみが修羅場すぎる Blu-ray&DVD 第1巻 特典CD                                             | 自らを演出する乙女の会 | 「Girlish Lover」                                                                                               | テレビアニメ『俺の彼女と幼なじみが修羅場すぎる』オープニングテーマ                                    |
| 2013年3月27日  | いますぐお兄ちゃんに妹だっていいたい！ ボーカルアルバム                                               | 茂森真央（茅野愛衣） | 「明日になって」 「翼の詩」                                                                                     | ゲーム『いますぐお兄ちゃんに妹だっていいたい！』関連曲                                                |
| 2013年7月10日  | 戦勇。 のすべてを詰め込んでみた。                                                                     | ルキ（茅野愛衣） | 「ぽんぽんぽっぷこーん」                                                                                        | テレビアニメ『戦勇。』関連曲                                                                          |
| 2013年7月17日  | ゆゆ式 キャラクターソングアルバム いちげんめ！                                                        | 相川千穂（茅野愛衣）、岡野佳（潘めぐみ）、長谷川ふみ（清水茉菜） | 「トキドキまにまに」                                                                                            | テレビアニメ『ゆゆ式』関連曲                                                                          |
| 2013年7月17日  | ゆゆ式 キャラクターソングアルバム いちげんめ！                                                        | 相川千穂（茅野愛衣） | 「見上げてみれば」                                                                                              | テレビアニメ『ゆゆ式』関連曲                                                                          |
| 2013年7月17日  | ゆゆ式 キャラクターソングアルバム いちげんめ！                                                        | 相川千穂（茅野愛衣）、岡野佳（潘めぐみ） | 「いーあるふぁんくらぶ」                                                                                        | テレビアニメ『ゆゆ式』関連曲                                                                          |
| 2013年7月24日  | 俺の彼女と幼なじみが修羅場すぎる Blu-ray&DVD 第6巻 特典CD                                             | 冬海愛衣（茅野愛衣） | 「からの、愛！」                                                                                                | テレビアニメ『俺の彼女と幼なじみが修羅場すぎる』関連曲                                                |
| 2013年8月7日   | ガールズ&パンツァー FAN DISC ディープパンツァーCDです！                                               | あんこうチーム | 「戦車道行進曲」 「雪の進軍」                                                                                   | テレビアニメ『ガールズ&パンツァー』関連曲                                                             |
| 2013年8月7日   | 弾けろ！しーきゅーぶ！                                                                                | ステラ女学院高等科C3部 | 「弾けろ！しーきゅーぶ！」                                                                                      | テレビアニメ『ステラ女学院高等科C3部』エンディングテーマ                                              |
| 2013年8月21日  | サーバント×サービス Blu-ray&DVD第1巻特典CD                                                            | 山神ルーシー（略）（茅野愛衣）、三好紗耶（中原麻衣）、千早恵（豊崎愛生） | 「めいあいへるぷゆー？」                                                                                        | テレビアニメ『サーバント×サービス』オープニングテーマ                                                 |
| 2013年8月21日  | 俺の彼女と幼なじみが修羅場すぎる Blu-ray&DVD 第7巻 特典CD                                             | 自らを演出する乙女の会 | 「Girlish Party」                                                                                               | テレビアニメ『俺の彼女と幼なじみが修羅場すぎる』関連曲                                                |
| 2013年8月21日  | 俺の彼女と幼なじみが修羅場すぎる Blu-ray&DVD 全巻購入特典CD                                           | 自らを演出する乙女の会 | 「春夏秋冬乙女の会」                                                                                            | テレビアニメ『俺の彼女と幼なじみが修羅場すぎる』関連曲                                                |
| 2013年9月11日  | 戦姫絶唱シンフォギアG キャラクターソング7 暁切歌                                                      | 暁切歌（茅野愛衣） | 「獄鎌・イガリマ」 「手紙」                                                                                     | テレビアニメ『戦姫絶唱シンフォギアG』劇中歌                                                           |
| 2013年9月25日  | 犬とハサミは使いよう キャラクターソング7 儚き季節に舞う蝶よ                                           | 姫萩紅葉（茅野愛衣） | 「儚き季節に舞う蝶よ」 「わんわんわんわんN_1!! 紅葉ver.」                                                       | テレビアニメ『犬とハサミは使いよう』関連曲                                                            |
| 2013年9月25日  | サーバント×サービス Blu-ray&DVD第2巻特典CD                                                            | 山神ルーシー（略）（茅野愛衣） | 「めいあいへるぷゆー？ ルーシーver.」                                                                           | テレビアニメ『サーバント×サービス』関連曲                                                             |
| 2013年9月25日  | サーバント×サービス Blu-ray&DVD第2巻特典CD                                                            | 山神ルーシー（略）（茅野愛衣） | 「ハチミツ時間 ルーシーver.」                                                                                   | テレビアニメ『サーバント×サービス』エンディングテーマ                                                 |
| 2013年11月27日 | 回レ！雪月花                                                                                          | 歌組雪月花 | 「回レ！雪月花」                                                                                                | テレビアニメ『機巧少女は傷つかない』エンディングテーマ                                                |
| 2013年11月27日 | 回レ！雪月花                                                                                          | 歌組雪月花 | 「夢見サンライズ」                                                                                              | テレビアニメ『機巧少女は傷つかない』関連曲                                                            |
| 2013年11月27日 | 夜桜四重奏 キャラクターソングベスト&オリジナルサウンドトラック 桜新町の鳴らし方。                     | V・りら・F（茅野愛衣） | 「種も仕掛けもありふれて」                                                                                      | テレビアニメ『夜桜四重奏 〜ハナノウタ〜』関連曲                                                       |
| 2013年11月27日 | 夜桜四重奏 キャラクターソングベスト&オリジナルサウンドトラック 桜新町の鳴らし方。                     | 槍桜ヒメ（福圓美里）、比泉秋名（梶裕貴）、七海アオ（藤田咲）、五十音ことは（沢城みゆき）、岸恭助（小野大輔）、岸桃華（戸松遥）、V・じゅり・F（大久保藍子）、V・りら・F（茅野愛衣）                                                                                                  | 「またねとまたね」                                                                                              | テレビアニメ『夜桜四重奏 〜ハナノウタ〜』関連曲                                                       |
| 2013年12月4日  | 戦姫絶唱シンフォギアG BD&DVD第3巻限定版特典CD                                                         | 読調（南條愛乃）、暁切歌（茅野愛衣） | 「ORBITAL BEAT（Ver.ZABABA）」                                                                                  | テレビアニメ『戦姫絶唱シンフォギアG』挿入歌                                                           |
| 2013年12月25日 | 機巧少女は傷つかない Blu-ray&DVD Vol.1 初回生産特典スペシャルソングCD                                 | いろり（茅野愛衣） | 「回レ！雪月花」                                                                                                | テレビアニメ『機巧少女は傷つかない』関連曲                                                            |
| 2013年12月25日 | 機巧少女は傷つかない Blu-ray&DVD Vol.1 初回生産特典スペシャルソングCD                                 | 歌組雪月花 | 「ココロ=ハレーション」                                                                                         | テレビアニメ『機巧少女は傷つかない』関連曲                                                            |
| 2014年1月8日   | 戦姫絶唱シンフォギアG BD&DVD第4巻限定版特典CD                                                         | 月読調（南條愛乃）、暁切歌（茅野愛衣） | 「ワタシの全部、キミに捧げて調べ歌う（絶唱）」                                                                  | テレビアニメ『戦姫絶唱シンフォギアG』挿入歌                                                           |
| 2014年2月3日   | - | 鴨女ジャージ部 | 「ジャージ部 Forever」                                                                                          | パチスロ『パチスロ 輪廻のラグランジェ』挿入歌                                                         |
| 2014年2月3日   | - | ムギナミ（茅野愛衣） | 「ジャージ部魂! ムギナミVer.」                                                                                  | パチスロ『パチスロ 輪廻のラグランジェ』挿入歌                                                         |
| 2014年3月5日   | 戦姫絶唱シンフォギアG BD&DVD第6巻限定版特典CD                                                         | 暁切歌（茅野愛衣） | 「夜を引き裂く曙光のごとく（聖詠）」                                                                            | テレビアニメ『戦姫絶唱シンフォギアG』挿入歌                                                           |
| 2014年3月5日   | 戦姫絶唱シンフォギアG BD&DVD第6巻限定版特典CD                                                         | 月読調（南條愛乃）、暁切歌（茅野愛衣） | 「Edge Works of Goddess ZABABA」                                                                                | テレビアニメ『戦姫絶唱シンフォギアG』挿入歌                                                           |
| 2014年3月5日   | 戦姫絶唱シンフォギアG BD&DVD第6巻限定版特典CD                                                         | 立花響（悠木碧）、風鳴翼（水樹奈々）、雪音クリス（高垣彩陽）、マリア・カデンツァヴナ・イヴ（日笠陽子）、月読調（南條愛乃）、暁切歌（茅野愛衣） | 「始まりの歌」                                                                                                  | テレビアニメ『戦姫絶唱シンフォギアG』挿入歌                                                           |
| 2014年3月5日   | 戦姫絶唱シンフォギアG BD&DVD第6巻限定版特典CD                                                         | 立花響（悠木碧）、風鳴翼（水樹奈々）、雪音クリス（高垣彩陽）、マリア・カデンツァヴナ・イヴ（日笠陽子）、月読調（南條愛乃）、暁切歌（茅野愛衣）、天羽奏（高山みなみ） | 「虹色のフリューゲル」                                                                                          | テレビアニメ『戦姫絶唱シンフォギアG』挿入歌                                                           |
| 2014年4月23日  | ゴールデンタイム BD・DVD第5巻特典CD                                                                   | 加賀香子（堀江由衣）、林田奈々（茅野愛衣）、岡千波（木戸衣吹） | 「コトノハ-女3人ver.-」                                                                                         | ゲーム『ゴールデンタイム Vivid Memories』エンディングテーマ                                           |
| 2014年4月23日  | ゴールデンタイム BD・DVD第5巻特典CD                                                                   | 林田奈々（茅野愛衣） | 「コトノハ-リンダver.-」                                                                                        | ゲーム『ゴールデンタイム Vivid Memories』エンディングテーマ                                           |
| 2014年4月30日  | 彼女がフラグを立てる理由                                                                              | YELL | 「彼女がフラグを立てる理由」                                                                                    | テレビアニメ『彼女がフラグをおられたら』エンディングテーマ                                            |
| 2014年4月30日  | 彼女がフラグを立てる理由                                                                              | 菜波・K・ブレードフィールド（木戸衣吹）、魔法ヶ沢茜（茅野愛衣） | 「春風フラグメンツ」                                                                                            | テレビアニメ『彼女がフラグをおられたら』関連曲                                                        |
| 2014年5月21日  | オラシオン                                                                                            | 白（茅野愛衣） | 「オラシオン」                                                                                                  | テレビアニメ『ノーゲーム・ノーライフ』エンディングテーマ                                              |
| 2014年5月21日  | オラシオン                                                                                            | 白（茅野愛衣）、ステファニー・ドーラ（日笠陽子）、ジブリール（田村ゆかり） | 「Bias Hacker」                                                                                                 | テレビアニメ『ノーゲーム・ノーライフ』関連曲                                                          |
| 2014年5月28日  | 凪のあすから BD・DVD第6巻特典CD                                                                       | 比良平ちさき（茅野愛衣） | 「あの日のままで」                                                                                              | テレビアニメ『凪のあすから』関連曲                                                                    |
| 2014年6月25日  | ノーゲーム・ノーライフ BD・DVD第1巻特典CD                                                             | 白（茅野愛衣） | 「=ONESELF」 | テレビアニメ『ノーゲーム・ノーライフ』関連曲                                                          |
| 2014年7月18日  | キャプテン・アース BD・DVD第1巻特典CD                                                                 | HANA（茅野愛衣） | 「アメジスト」                                                                                                  | テレビアニメ『キャプテン・アース』エンディングテーマ                                                  |
| 2014年7月23日  | ウィッチクラフトワークス キャラクターソングアルバム                                                   | 多華宮霞（茅野愛衣）、多華宮仄（小林裕介） | 「兄とルンルン♪ - Sister's Love」                                                                               | テレビアニメ『ウィッチクラフトワークス』関連曲                                                        |
| 2014年7月23日  | 彼女がフラグをおられたら BD・DVD第2巻特典CD                                                           | 魔法ヶ沢茜（茅野愛衣） | 「午前1時のラブソング」 「彼女がフラグを立てる理由」                                                            | テレビアニメ『彼女がフラグをおられたら』関連曲                                                        |
| 2014年7月23日  | ゴールデンタイム BD・DVD第8巻特典CD                                                                   | 加賀香子（堀江由衣）、林田奈々（茅野愛衣）、岡千波（木戸衣吹） | 「遠まわりの道 -女3人 ver.-」                                                                                   | ゲーム『ゴールデンタイム Vivid Memories』エンディングテーマ                                           |
| 2014年7月23日  | ゴールデンタイム BD・DVD第8巻特典CD                                                                   | 林田奈々（茅野愛衣） | 「遠まわりの道 -リンダ ver.-」                                                                                  | ゲーム『ゴールデンタイム Vivid Memories』エンディングテーマ                                           |
| 2014年8月22日  | キャプテン・アース BD・DVD第2巻特典CD                                                                 | 夢塔ハナ（茅野愛衣） | 「夢幻の華」 | テレビアニメ『キャプテン・アース』挿入歌                                                              |
| 2014年10月29日 | グラスリップ キャラクターソングアルバム 歌声の欠片                                                    | 白崎百（茅野愛衣） | 「あなただけを」                                                                                                | テレビアニメ『グラスリップ』関連曲                                                                    |
| 2014年12月3日  | 冴えない彼女の育てかた キャラクターイメージソング 霞ヶ丘詩羽                                          | 霞ヶ丘詩羽（茅野愛衣） | 「饒舌スキャンダラス」 「LOVE iLLUSiON（Utaha Solo Ver.）」                                                     | テレビアニメ『冴えない彼女の育てかた』関連曲                                                          |
| 2014年12月24日 | 「SHIROBAKO」 BD・DVD第1巻初回限定版特典CD                                                            | トレイシー | 「あいむそーりーEXODUS」                                                                                        | テレビアニメ『SHIROBAKO』劇中歌                                                                       |
| 2015年1月23日  | キャプテン・アース BD・DVD第7巻特典CD                                                                 | HANA（茅野愛衣） | 「夜明けのひとりごと」                                                                                          | テレビアニメ『キャプテン・アース』挿入歌                                                              |
| 2015年1月28日  | シャイニング・レゾナンス ミュージックコレクション                                                     | リンナ（茅野愛衣） | 「恋の嵐」 | ゲーム『シャイニング・レゾナンス』関連曲                                                              |
| 2015年3月4日   | 冴えない彼女の育てかた BD・DVD 第1巻 限定版特典CD                                                     | 澤村・スペンサー・英梨々（大西沙織）・霞ヶ丘詩羽（茅野愛衣）・加藤恵（安野希世乃） | 「LOVE iLLUSiON」                                                                                               | テレビアニメ『冴えない彼女の育てかた』関連曲                                                          |
| 2015年3月25日  | 四月は君の嘘 BD・DVD第2巻特典CD                                                                       | 相座凪（茅野愛衣） | 「せのび〜眠れる森の美女の“アダージョ”」                                                                        | テレビアニメ『四月は君の嘘』関連曲                                                                    |
| 2015年3月25日  | ガールフレンド（仮） BD&DVD Vol.3 特典CD                                                              | 夢前春瑚（茅野愛衣） | 「夢のはなし」                                                                                                  | テレビアニメ『ガールフレンド（仮）』関連曲                                                            |
| 2015年6月3日   | 冴えない彼女の育てかた BD・DVD 第4巻 限定版特典CD                                                     | 霞ヶ丘詩羽（茅野愛衣） | 「(Vocal) you」                                                                                                 | テレビアニメ『冴えない彼女の育てかた』関連曲                                                          |
| 2015年6月3日   | Yes!アイドル♥宣言                                                                                     | クリティクリスタ | 「Yes!アイドル♥宣言」 「Attention, Please!!」                                                                   | テレビアニメ『SHOW BY ROCK!!』挿入歌                                                                  |
| 2015年8月26日  | 戦姫絶唱シンフォギアGX キャラクターソング5 暁切歌                                                     | 暁切歌（茅野愛衣） | 「オーバーキルサイズ・ヘル」 「おきてがみ」                                                                     | テレビアニメ『戦姫絶唱シンフォギアGX』劇中歌                                                          |
| 2015年9月30日  | 戦姫絶唱シンフォギアGX BD・DVD第1巻特典CD                                                             | 月読調（南條愛乃）、暁切歌（茅野愛衣） | 「Just Loving X-Edge」                                                                                          | テレビアニメ『戦姫絶唱シンフォギアGX』劇中歌                                                          |
| 2015年10月28日 | 戦姫絶唱シンフォギアGX BD・DVD第2巻特典CD                                                             | 立花響（悠木碧）、風鳴翼（水樹奈々）、雪音クリス（高垣彩陽）、マリア・カデンツァヴナ・イヴ（日笠陽子）、月読調（南條愛乃）、暁切歌（茅野愛衣） | 「戦場の姫巫女、絶えず命を唱いあげる（絶唱）」                                                                  | テレビアニメ『戦姫絶唱シンフォギアGX』劇中歌                                                          |
| 2015年10月28日 | がっこうぐらし！ キャラクターソングアルバム                                                           | 佐倉慈（茅野愛衣） | 「あなたとSTORY」                                                                                               | テレビアニメ『がっこうぐらし！』関連曲                                                                |
| 2015年10月28日 | がっこうぐらし！ キャラクターソングアルバム                                                           | 学園生活部 | 「卒業あるばむ」                                                                                                | テレビアニメ『がっこうぐらし！』関連曲                                                                |
| 2015年11月25日 | 緋弾のアリアAA キャラクターソング集                                                                   | 佐々木志乃（茅野愛衣） | 「妄想サンシャイン」                                                                                            | テレビアニメ『緋弾のアリアAA』関連曲                                                                  |
| 2015年12月23日 | 戦姫絶唱シンフォギアGX BD・DVD第4巻特典CD                                                             | 月読調（南條愛乃）、暁切歌（茅野愛衣） | 「Just Loving X-Edge（IGNITED arrangement）」                                                                   | テレビアニメ『戦姫絶唱シンフォギアGX』劇中歌                                                          |
| 2016年1月27日  | ちいさな冒険者                                                                                        | アクア（雨宮天）、めぐみん（高橋李依）、ダクネス（茅野愛衣） | 「ちいさな冒険者」                                                                                              | テレビアニメ『この素晴らしい世界に祝福を！』エンディングテーマ                                        |
| 2016年1月27日  | ちいさな冒険者                                                                                        | ダクネス（茅野愛衣） | 「ちいさな冒険者」                                                                                              | テレビアニメ『この素晴らしい世界に祝福を！』エンディングテーマ                                        |
| 2016年2月17日  | ループしてる/あすいろ恋模様                                                                           | クリティクリスタ | 「ループしてる」                                                                                                | ゲーム『SHOW BY ROCK!!』関連曲                                                                        |
| 2016年2月24日  | 戦姫絶唱シンフォギアGX BD・DVD第6巻特典CD                                                             | マリア・カデンツァヴナ・イヴ（日笠陽子）、月読調（南條愛乃）、暁切歌（茅野愛衣） | 「「ありがとう」を唄いながら」                                                                                  | テレビアニメ『戦姫絶唱シンフォギアGX』劇中歌                                                          |
| 2016年2月24日  | 緋弾のアリアAA Bullet.3 キャラクターソングCD3                                                         | 佐々木志乃（茅野愛衣）、高千穂麗（ブリドカットセーラ恵美） | 「狂愛」 | テレビアニメ『緋弾のアリアAA』関連曲                                                                  |
| 2016年3月9日   | この素晴らしい世界に祝福を！ キャラクターソングアルバム 唄う我らに臨時報酬を！                        | ダクネス（茅野愛衣） | 「Do M」 | テレビアニメ『この素晴らしい世界に祝福を！』関連曲                                                    |
| 2016年3月9日   | ご注文はうさぎですか?? BD・DVD第3巻特典CD                                                             | ココア（佐倉綾音）、モカ（茅野愛衣） | 「Sister or Sister?」                                                                                           | テレビアニメ『ご注文はうさぎですか??』関連曲                                                          |
| 2016年3月16日  | 遊技機 ガールズ＆パンツァー ボーカルミニアルバム                                                      | あんこうチーム | 「GOING PANZER WAY!」 「DreamRiser あんこう ver.」                                                              | テレビアニメ『ガールズ&パンツァー』関連曲                                                             |
| 2016年6月8日   | TVアニメ「ラクエンロジック」キャラソンアルバム「SONGS & MELODY」                                      | 剣しおり（茅野愛衣） | 「My dearest Hero」                                                                                             | テレビアニメ『ラクエンロジック』関連曲                                                                |
| 2016年7月20日  | ビビビーチ♡ビビビビーチ！                                                                             | クリティクリスタ | 「ビビビーチ♡ビビビビーチ！」 「コ・ア・ク・マ♡サマーモード」                                                   | テレビアニメ『SHOW BY ROCK!!』関連曲                                                                  |
| 2016年8月24日  | ふたり少女                                                                                            | てこぴかり | 「ふたり少女」                                                                                                  | テレビアニメ『あまんちゅ！』エンディングテーマ                                                        |
| 2016年8月31日  | 「ReLIFE」キャラクターソングVol.2 / 日代千鶴・小野屋杏                                                | 日代千鶴（茅野愛衣） | 「モモイロ。」                                                                                                  | テレビアニメ『ReLIFE』関連曲                                                                          |
| 2016年9月21日  | SHOW BY ROCK!! BEST Vol.2                                                                             | クリティクリスタ［ツキノ（茅野愛衣）］ | 「My Precious Sign」                                                                                            | ゲーム『SHOW BY ROCK!!』関連曲                                                                        |
| 2016年10月19日 | 放て！どどどーん！                                                                                    | クリティクリスタ | 「放て！どどどーん！」                                                                                          | テレビアニメ『SHOW BY ROCK!!#』挿入歌                                                                 |
| 2016年10月19日 | 放て！どどどーん！                                                                                    | クリティクリスタ | 「Colorful Snow Drop」                                                                                          | テレビアニメ『SHOW BY ROCK!!#』関連曲                                                                 |
| 2016年10月26日 | ご注文はうさぎですか?? キャラクターソングシリーズ08 青山ブルーマウンテン＆モカ                        | モカ（茅野愛衣） | 「おいしいパンの作り方」 「WELCOME【う・さ！】モカVer.」                                                        | テレビアニメ『ご注文はうさぎですか??』関連曲                                                          |
| 2016年11月16日 | エンジェルウインク                                                                                    | 照橋心美（茅野愛衣） | 「エンジェルウインク」                                                                                          | テレビアニメ『斉木楠雄のΨ難』挿入歌                                                                   |
| 2016年11月25日 | NEW GAME! BD・DVD第3巻特典CD                                                                          | 八神コウ（日笠陽子）、遠山りん（茅野愛衣） | 「Little Bitter Duet」                                                                                          | テレビアニメ『NEW GAME!』関連曲                                                                       |
| 2017年2月1日   | Witch Craft Works THE BEST 〜日本語盤〜                                                               | 多華宮霞（茅野愛衣） | 「Right♡ & Duty☆」                                                                                              | テレビアニメ『ウィッチクラフトワークス』関連曲                                                        |
| 2017年2月1日   | Witch Craft Works THE BEST 〜日本語盤〜                                                               | 多華宮霞（茅野愛衣）、多華宮仄（小林裕介） | 「兄とルンルン♪〜Sister's Love〜」                                                                              | テレビアニメ『ウィッチクラフトワークス』関連曲                                                        |
| 2017年2月1日   | おうちに帰りたい                                                                                      | アクア（雨宮天）、めぐみん（高橋李依）、ダクネス（茅野愛衣） | 「おうちに帰りたい」                                                                                            | テレビアニメ『この素晴らしい世界に祝福を！2』エンディングテーマ                                       |
| 2017年2月1日   | おうちに帰りたい                                                                                      | ダクネス（茅野愛衣） | 「おうちに帰りたい」                                                                                            | テレビアニメ『この素晴らしい世界に祝福を！2』関連曲                                                   |
| 2017年3月8日   | TVアニメ『この素晴らしい世界に祝福を！2』キャラクターソングアルバム「十八番尽くしの歌宴に祝杯を！」   | ダクネス（茅野愛衣） | 「連れ去って・閉じ込めて・好きにして」                                                                          | テレビアニメ『この素晴らしい世界に祝福を！2』関連曲                                                   |
| 2017年3月24日  | OVA「ゆゆ式」キャラクターソングアルバム                                                               | 相川千穂（茅野愛衣） | 「春過ぎ」 | OVA『ゆゆ式』関連曲                                                                                   |
| 2017年4月26日  | 3月のライオン BD・DVD第2巻特典CD                                                                      | 川本あかり（茅野愛衣）、川本ひなた（花澤香菜）、川本モモ（久野美咲） | 「ニャー将棋音頭」                                                                                              | テレビアニメ『3月のライオン』挿入歌                                                                   |
| 2017年5月17日  | ガールフレンド（仮） キャラクターソングシリーズ Vol.05                                                | アイリス | 「二人で旅にでる理由は？」                                                                                      | ゲーム『ガールフレンド（仮）』関連曲                                                                  |
| 2017年5月17日  | ガールフレンド（仮） キャラクターソングシリーズ Vol.05                                                | 夢前春瑚（茅野愛衣） | 「夢のはなし」                                                                                                  | ゲーム『ガールフレンド（仮）』関連曲                                                                  |
| 2017年6月28日  | 冴えない彼女の育てかた Character Song Collection                                                      | 澤村・スペンサー・英梨々（大西沙織）、霞ヶ丘詩羽（茅野愛衣） | 「DOUBLE RAINBOW DREAMS」                                                                                       | テレビアニメ『冴えない彼女の育てかた♭』挿入歌                                                         |
| 2017年7月5日   | うらら迷路帖 キャラクターソングミニアルバム                                                           | ニナ（茅野愛衣） | 「かしまし成長帖」                                                                                              | テレビアニメ『うらら迷路帖』関連曲                                                                    |
| 2017年7月26日  | ハンドシェイカー キャラクターソングス                                                                 | リリ（茅野愛衣）、マサル（村瀬歩） | 「Get the Fortune!〜winning eyes〜」                                                                            | テレビアニメ『ハンドシェイカー』関連曲                                                                |
| 2017年7月26日  | 冴えない彼女の育てかた♭ BD・DVD第1巻特典CD                                                            | 加藤恵（安野希世乃）、澤村・スペンサー・英梨々（大西沙織）、霞ヶ丘詩羽（茅野愛衣）、氷堂美智留（矢作紗友里）、波島出海（赤﨑千夏） | 「檄！帝国華撃団」                                                                                              | テレビアニメ『冴えない彼女の育てかた♭』関連曲                                                         |
| 2017年8月2日   | Jewelry                                                                                               | ave;new feat.天月めぐる（M・A・O） & 如月すみれ（茅野愛衣） | 「Descent」 | パチスロ『ツインエンジェルBREAK』収録曲                                                               |
| 2017年8月2日   | Jewelry                                                                                               | 如月すみれ（茅野愛衣） | 「Rolling Destiny」                                                                                             | パチスロ『ツインエンジェルBREAK』収録曲                                                               |
| 2017年8月2日   | Jewelry                                                                                               | あべにゅうぷろじぇくと feat.天月めぐる（M・A・O） & 如月すみれ（茅野愛衣） | 「ラブって♡ジュエリー♪えんじぇる☆ブレイク!!」                                                                   | パチスロ『ツインエンジェルBREAK』収録曲                                                               |
| 2017年8月9日   | 戦姫絶唱シンフォギアAXZ キャラクターソング5 暁切歌                                                    | 暁切歌（茅野愛衣） | 「デンジャラス・サンシャイン」                                                                                  | テレビアニメ『戦姫絶唱シンフォギアAXZ』劇中歌                                                         |
| 2017年8月9日   | 戦姫絶唱シンフォギアAXZ キャラクターソング5 暁切歌                                                    | 暁切歌（茅野愛衣） | 「はっぴー すまいる ばけいしょん」                                                                              | テレビアニメ『戦姫絶唱シンフォギアAXZ』関連曲                                                         |
| 2017年8月23日  | Million Smile/101匹目の羊                                                                             | アクア（雨宮天）、めぐみん（高橋李依）、ダクネス（茅野愛衣） | 「101匹目の羊」                                                                                                 | ゲーム『この素晴らしい世界に祝福を！-この欲深いゲームに審判を！-』オープニングテーマ                  |
| 2017年8月23日  | VOCAL STAGE 2                                                                                         | 遠山りん（茅野愛衣） | 「ふたり空」 | テレビアニメ『NEW GAME!!』関連曲                                                                      |
| 2017年9月27日  | 冴えない彼女の育てかた♭ BD・DVD 第3巻特典CD                                                           | 霞ヶ丘詩羽（茅野愛衣） | 「届かない恋」                                                                                                  | テレビアニメ『冴えない彼女の育てかた♭』関連曲                                                         |
| 2017年9月27日  | 戦姫絶唱シンフォギアAXZ BD・DVD第1巻特典CD                                                            | マリア・カデンツァヴナ・イヴ（日笠陽子）、月読調（南條愛乃）、暁切歌（茅野愛衣） | 「旋律ソロリティ」                                                                                              | テレビアニメ『戦姫絶唱シンフォギアAXZ』挿入歌                                                         |
| 2017年10月4日  | Heart Cleaning/リフレイン・ウォーズ                                                                   | 有村詩音（茅野愛衣） | 「Heart Cleaning」                                                                                              | ゲーム『オルタナティブガールズ』関連曲                                                                |
| 2017年10月25日 | ハッピー☆マテリアル                                                                                   | 近衛刀太（高倉有加）、時坂九郎丸（広瀬ゆうき）、桜雨キリヱ（茅野愛衣）、夏凜（小倉唯）、結城忍（原田彩楓）、雪広みぞれ（鬼頭明里） | 「ハッピー☆マテリアル」                                                                                         | テレビアニメ『UQ HOLDER! 〜魔法先生ネギま!2〜』オープニングテーマ                                     |
| 2017年10月25日 | ハッピー☆マテリアル                                                                                   | 近衛刀太（高倉有加）、時坂九郎丸（広瀬ゆうき）、桜雨キリヱ（茅野愛衣）、夏凜（小倉唯）、結城忍（原田彩楓）、雪広みぞれ（鬼頭明里） | 「Steady→Go!!」                                                                                                 | テレビアニメ『UQ HOLDER! 〜魔法先生ネギま!2〜』エンディングテーマ                                     |
| 2017年10月25日 | 戦姫絶唱シンフォギアAXZ BD・DVD第2巻特典CD                                                            | マリア・カデンツァヴナ・イヴ（日笠陽子）、月読調（南條愛乃）、暁切歌（茅野愛衣） | 「旋律ソロリティ（IGNITED arrangement）」                                                                       | テレビアニメ『戦姫絶唱シンフォギアAXZ』挿入歌                                                         |
| 2017年11月29日 | 戦姫絶唱シンフォギアAXZ BD・DVD第3巻特典CD                                                            | 暁切歌（茅野愛衣） | 「切なる想いを覚悟と背負う（絶唱）」                                                                            | テレビアニメ『戦姫絶唱シンフォギアAXZ』挿入歌                                                         |
| 2017年12月6日  | ご注文はうさぎですか?? 〜Dear My Sister〜 デュエットソングアルバム                                    | モカ（茅野愛衣）、チノ（水瀬いのり） | 「ラ・ラ・ラ！ラ？モーニング」                                                                                  | OVA『ご注文はうさぎですか?? 〜Dear My Sister〜』関連曲                                                |
| 2017年12月6日  | ご注文はうさぎですか?? 〜Dear My Sister〜 デュエットソングアルバム                                    | モカ（茅野愛衣）、青山ブルーマウンテン（早見沙織）、タカヒロ（速水奨） | 「Fantastic Rabbit House」                                                                                      | OVA『ご注文はうさぎですか?? 〜Dear My Sister〜』関連曲                                                |
| 2017年12月13日 | Enter Enter MISSION! 最終章ver.                                                                       | あんこうチーム | 「Enter Enter MISSION! 最終章ver.」                                                                             | OVA『ガールズ&パンツァー 最終章』エンディングテーマ                                                   |
| 2017年12月13日 | Enter Enter MISSION! 最終章ver.                                                                       | あんこうチーム | 「Long and Shining Road」                                                                                       | OVA『ガールズ&パンツァー 最終章』イメージソング                                                       |
| 2017年12月27日 | 戦姫絶唱シンフォギアAXZ BD・DVD第4巻特典CD                                                            | 月読調（南條愛乃）、暁切歌（茅野愛衣） | 「ギザギザギラリ☆フルスロットル」                                                                               | テレビアニメ『戦姫絶唱シンフォギアAXZ』挿入歌                                                         |
| 2018年1月31日  | UQ HOLDER! 〜魔法先生ネギま！2〜 Blu-ray BOX DISC4 キャラクターソングCD                               | 桜雨キリヱ（茅野愛衣）、夏凜（小倉唯） | 「1000%SPARKING!」                                                                                              | テレビアニメ『UQ HOLDER! 〜魔法先生ネギま！2〜』関連曲                                                |
| 2018年1月31日  | 戦姫絶唱シンフォギアAXZ BD・DVD第5巻特典CD                                                            | 立花響（悠木碧）、暁切歌（茅野愛衣） | 「必愛デュオシャウト」                                                                                          | テレビアニメ『戦姫絶唱シンフォギアAXZ』挿入歌                                                         |
| 2018年2月28日  | 戦姫絶唱シンフォギアAXZ BD・DVD第6巻特典CD                                                            | 立花響（悠木碧）、風鳴翼（水樹奈々）、雪音クリス（高垣彩陽）、マリア・カデンツァヴナ・イヴ（日笠陽子）、月読調（南條愛乃）、暁切歌（茅野愛衣） | 「アクシアの風」                                                                                                | テレビアニメ『戦姫絶唱シンフォギアAXZ』挿入歌                                                         |
| 2018年5月30日  | りゅうおうのおしごと！ BD第3巻特典CD                                                                  | 清滝桂香（茅野愛衣） | 「あの日の夢」                                                                                                  | テレビアニメ『りゅうおうのおしごと！』関連曲                                                          |
| 2018年5月30日  | Duet♡してくだΨ                                                                                        | 斉木ックラバー feat. 斉木楠雄（神谷浩史）、照橋心美（茅野愛衣）、相卜命（喜多村英梨） | 「Duet♡してくだΨ」                                                                                              | テレビアニメ『斉木楠雄のΨ難』第2期２クール、完結編エンディングテーマ                                  |
| 2018年8月29日  | 戦姫絶唱シンフォギアXD UNLIMITED キャラクターソングアルバム1                                          | 暁切歌（茅野愛衣） | 「サンタが街にやってくる」                                                                                      | ゲーム『戦姫絶唱シンフォギアXD UNLIMITED』関連曲                                                      |
| 2018年9月12日  | ご注文はうさぎですか??キャラクターソロシリーズ03 モカ                                                 | モカ（茅野愛衣） | 「Bitter Tea:Time」 「とびっきりアネバーサリー」 「わーいわーいトライ！」                                       | テレビアニメ『ご注文はうさぎですか??』関連曲                                                          |
| 2019年1月30日  | ソードアート・オンライン アリシゼーション BD・DVD第1巻特典CD                                          | キリト（松岡禎丞）、ユージオ（島﨑信長）、アリス（茅野愛衣） | 「Beginning the destiny」                                                                                       | テレビアニメ『ソードアート・オンライン アリシゼーション』関連曲                                       |
| 2019年3月13日  | ご注文はうさぎですか??バースデイソングシリーズ02 モカ                                                 | モカ（茅野愛衣） | 「ハピハピ♪バースデイソング」 「3月の扉」 「ホットホワイトデリバリー♪」                                         | テレビアニメ『ご注文はうさぎですか??』関連曲                                                          |
| 2019年5月22日  | PEARLY×PARTY                                                                                          | ファルサリア（茅野愛衣） | 「Distorted Fairy」                                                                                             | テレビアニメ『叛逆性ミリオンアーサー』関連曲                                                          |
| 2019年6月19日  | P SHOW BY ROCK!! CD                                                                                   | クリティクリスタ | 「にゃんばわん！ゼッタイ最強！」                                                                                | パチンコ『P SHOW BY ROCK!!』関連曲                                                                    |
| 2019年6月19日  | P SHOW BY ROCK!! CD きゃにめ特典CD                                                                    | ツキノ（茅野愛衣） | 「にゃんばわん！ゼッタイ最強！」                                                                                | パチンコ『P SHOW BY ROCK!!』関連曲                                                                    |
| 2019年6月26日  | ソードアート・オンライン アリシゼーション BD・DVD第6巻特典CD                                          | アリス（茅野愛衣）、キリト（松岡禎丞） | 「Rising in revolt」                                                                                            | テレビアニメ『ソードアート・オンライン アリシゼーション』関連曲                                       |
| 2019年7月17日  | 戦姫絶唱シンフォギアXV キャラクターソング2 暁切歌                                                     | 暁切歌（茅野愛衣） | 「未完成愛Mapputatsu!」                                                                                         | テレビアニメ『戦姫絶唱シンフォギアXV』挿入歌                                                          |
| 2019年7月17日  | 戦姫絶唱シンフォギアXV キャラクターソング2 暁切歌                                                     | 暁切歌（茅野愛衣） | 「はっぴーばーすでーのうた」                                                                                    | テレビアニメ『戦姫絶唱シンフォギアXV』関連曲                                                          |
| 2019年8月28日  | ソードアート・オンライン アリシゼーション BD・DVD第8巻特典CD                                          | キリト（松岡禎丞）、ユージオ（島﨑信長）、アリス（茅野愛衣） | 「Blazing the future」                                                                                          | テレビアニメ『ソードアート・オンライン アリシゼーション』関連曲                                       |
| 2019年9月4日   | マイ・ホーム・タウン                                                                                  | アクア（雨宮天）、めぐみん（高橋李依）、ダクネス（茅野愛衣） | 「マイ・ホーム・タウン」                                                                                        | 劇場アニメ『映画 この素晴らしい世界に祝福を！紅伝説』エンディングテーマ                               |
| 2019年9月4日   | マイ・ホーム・タウン                                                                                  | ダクネス（茅野愛衣） | 「マイ・ホーム・タウン」                                                                                        | 劇場アニメ『映画 この素晴らしい世界に祝福を！紅伝説』関連曲                                           |
| 2019年9月18日  | Memories 〜あの花&ここさけ SONG COLLECTION〜                                                          | 本間芽衣子（茅野愛衣）、安城鳴子（戸松遥）、鶴見知利子（早見沙織） | 「H・A・N・A・B・I 〜君がいた夏〜」                                                                             | パチンコ『Pあの日見た花の名前を僕達はまだ知らない。』関連曲                                           |
| 2019年9月25日  | 通常攻撃が全体攻撃で二回攻撃のお母さんは好きですか？ BD・DVD第1巻特典CD                               | 大好真々子（茅野愛衣） | 「通常攻撃が全体攻撃で二回攻撃ママ」                                                                            | テレビアニメ『通常攻撃が全体攻撃で二回攻撃のお母さんは好きですか？』エンディングテーマ                |
| 2019年9月25日  | 冴えない彼女の育てかた ギャルゲーカバーソングコレクション                                             | 霞ヶ丘詩羽（茅野愛衣） | 「Rumbling hearts」                                                                                             | テレビアニメ『冴えない彼女の育てかた』関連曲                                                          |
| 2019年10月2日  | 戦姫絶唱シンフォギアXV BD・DVD第1巻特典CD                                                             | 立花響（悠木碧）、風鳴翼（水樹奈々）、雪音クリス（高垣彩陽）、マリア・カデンツァヴナ・イヴ（日笠陽子）、月読調（南條愛乃）、暁切歌（茅野愛衣） | 「六花繚乱」 | テレビアニメ『戦姫絶唱シンフォギアXV』挿入歌                                                          |
| 2019年10月26日 | 冴えない彼女の育てかた Fine パンフレット豪華版 特典CD                                                 | 澤村・スペンサー・英梨々（大西沙織）、霞ヶ丘詩羽（茅野愛衣） | 「DREAM TEAM TRIANGLE」                                                                                         | 劇場アニメ『冴えない彼女の育てかた Fine』挿入歌                                                       |
| 2019年12月4日  | 戦姫絶唱シンフォギアXD UNLIMITED キャラクターソングアルバム2                                          | 月読調（南條愛乃）、暁切歌（茅野愛衣） | 「ダイスキスキスギ」                                                                                            | ゲーム『戦姫絶唱シンフォギアXD UNLIMITED』関連曲                                                      |
| 2019年12月4日  | 戦姫絶唱シンフォギアXD UNLIMITED キャラクターソングアルバム2                                          | 暁切歌（茅野愛衣） | 「アカツキノソラ」                                                                                              | ゲーム『戦姫絶唱シンフォギアXD UNLIMITED』関連曲                                                      |
| 2019年12月4日  | ご注文はうさぎですか??バースデイソングシリーズ 全巻購入特典CD                                         | ココア（佐倉綾音）、チノ（水瀬いのり）、リゼ（種田梨沙）、千夜（佐藤聡美）、シャロ（内田真礼）、マヤ（徳井青空）、メグ（村川梨衣）、青山ブルーマウンテン（早見沙織）、モカ（茅野愛衣）                                                                                              | 「ハピハピ♪バースデイソング」                                                                                   | テレビアニメ『ご注文はうさぎですか??』関連曲                                                          |
| 2019年12月25日 | TVアニメーション『アズールレーン』キャラクターソングシングル Vol.8 加賀                               | 加賀（茅野愛衣） | 「愛し桜花よ散るなかれ」 「悠久のカタルシス」                                                                   | テレビアニメ『アズールレーン』関連曲                                                                  |
| 2019年12月25日 | ソードアート・オンライン アリシゼーション War of Underworld BD・DVD第1巻特典CD                        | アリス（茅野愛衣） | 「Meaning the start」                                                                                           | テレビアニメ『ソードアート・オンライン アリシゼーション War of Underworld』第12.5話エンディングテーマ |
| 2020年1月8日   | 戦姫絶唱シンフォギアXV BD・DVD第4巻特典CD                                                             | 月読調（南條愛乃）、暁切歌（茅野愛衣） | 「Cutting Edge×2 Ready go!」                                                                                    | テレビアニメ『戦姫絶唱シンフォギアXV』挿入歌                                                          |
| 2020年2月5日   | 戦姫絶唱シンフォギアXV BD・DVD第5巻特典CD                                                             | 立花響（悠木碧）、風鳴翼（水樹奈々）、雪音クリス（高垣彩陽）、マリア・カデンツァヴナ・イヴ（日笠陽子）、月読調（南條愛乃）、暁切歌（茅野愛衣）、キャロル・マールス・ディーンハイム（水瀬いのり）                                                                                    | 「PERFECT SYMPHONY」                                                                                            | テレビアニメ『戦姫絶唱シンフォギアXV』挿入歌                                                          |
| 2020年2月5日   | 戦姫絶唱シンフォギアXV BD・DVD第5巻特典CD                                                             | 立花響（悠木碧）、風鳴翼（水樹奈々）、雪音クリス（高垣彩陽）、マリア・カデンツァヴナ・イヴ（日笠陽子）、月読調（南條愛乃）、暁切歌（茅野愛衣）、小日向未来（井口裕香） | 「Xtreme Vibes」                                                                                                | テレビアニメ『戦姫絶唱シンフォギアXV』挿入歌                                                          |
| 2020年3月4日   | 戦姫絶唱シンフォギアXV BD・DVD第6巻特典CD                                                             | 立花響（悠木碧）、風鳴翼（水樹奈々）、雪音クリス（高垣彩陽）、マリア・カデンツァヴナ・イヴ（日笠陽子）、月読調（南條愛乃）、暁切歌（茅野愛衣）、小日向未来（井口裕香） | 「未来へのフリューゲル」                                                                                        | テレビアニメ『戦姫絶唱シンフォギアXV』挿入歌                                                          |
| 2020年3月25日  | TVアニメーション『アズールレーン』バディキャラクターソングシングル Vol.4 愛宕 & 高雄                  | 愛宕（茅野愛衣）、高雄（加隈亜衣） | 「逆鱗乱舞!!」 「悠久のカタルシス」                                                                             | テレビアニメ『アズールレーン』関連曲                                                                  |
| 2020年4月22日  | ご注文はうさぎですか??Selection of April Fools' Day                                                   | Diva | 「かさねおり」                                                                                                  | テレビアニメ『ご注文はうさぎですか??』関連曲                                                          |
| 2020年9月19日  | Blend of Letters                                                                                      | モカ（茅野愛衣） | 「おかえりなさい〜Dear my sister〜」                                                                            | テレビアニメ『ご注文はうさぎですか？』関連曲                                                          |
| 2020年10月21日 | It's so fine!/雨やどり                                                                                | アクア（雨宮天）、めぐみん（高橋李依）、ダクネス（茅野愛衣） | 「雨やどり」 | ゲーム『この素晴らしい世界に祝福を！ 〜この欲望の衣装に寵愛を！〜』エンディングテーマ                 |
| 2020年10月21日 | It's so fine!/雨やどり                                                                                | ダクネス（茅野愛衣） | 「雨やどり」 | ゲーム『この素晴らしい世界に祝福を！ 〜この欲望の衣装に寵愛を！〜』エンディングテーマ                 |
| 2020年11月11日 | ご注文はうさぎですか？ リアレンジ&カバーアルバム                                                      | 千夜（佐藤聡美）、モカ（茅野愛衣） | 「全天候型いらっしゃいませ」                                                                                    | テレビアニメ『ご注文はうさぎですか？』関連曲                                                          |
| 2020年11月11日 | ご注文はうさぎですか？ リアレンジ&カバーアルバム                                                      | リゼ（種田梨沙）、モカ（茅野愛衣）、青山ブルーマウンテン（早見沙織） | 「ときめきLOOPにのって」                                                                                        | テレビアニメ『ご注文はうさぎですか？』関連曲                                                          |
| 2020年11月25日 | ド級編隊エグゼロス BD・DVD第3巻特典CD                                                                 | 白雪舞姫（茅野愛衣） | 「おはようからおやすみまで」                                                                                    | テレビアニメ『ド級編隊エグゼロス』関連曲                                                              |
| 2020年12月8日  | ソードアート・オンライン アリシゼーション War of Underworld BD・DVD第8巻特典CD                        | キリト（松岡禎丞）、アスナ（戸松遥）、リーファ（竹達彩奈）、シノン（沢城みゆき）、アリス（茅野愛衣）、ユージオ（島﨑信長） | 「Shining in the worlds」                                                                                       | テレビアニメ『ソードアート・オンライン アリシゼーション War of Underworld』関連曲                     |
| 2020年12月31日 | アズールレーンキャラクターソング Vol.03 A&B セット                                                    | 赤城（中原麻衣）、加賀（茅野愛衣） | 「九尾しぐれ」                                                                                                  | ゲーム『アズールレーン』関連曲                                                                        |
| 2021年1月8日   | 劇場版 SHIROBAKO BD特典CD                                                                             | 宮森あおい（木村珠莉）、ミムジー&ロロ（木村珠莉）、チャッキー（宮田幸季）、ありあ（金元寿子）、ルーシー（千菅春香）、タチアナ（山岡ゆり）、クリス（米澤円）、エリーゼ（木村珠莉）、ノア（沼倉愛美）、キャサリン（伊藤静）、あかね（中原麻衣）、あや（伊藤静）、あるぴん（茅野愛衣） | 「アニメーションをつくりましょう」                                                                              | 劇場アニメ『劇場版 SHIROBAKO』挿入歌                                                                  |
| 2021年2月17日  | TVアニメ「SHOW BY ROCK!!STARS!!」挿入歌ミニアルバム Vol.1                                             | クリティクリスタ | 「きゅきゅきゅん♡ハートシェイカー」                                                                             | テレビアニメ『SHOW BY ROCK!! STARS!!』挿入歌                                                          |
| 2021年2月17日  | TVアニメ「SHOW BY ROCK!!STARS!!」挿入歌ミニアルバム Vol.1 きゃにめ特典CD                              | ツキノ（茅野愛衣） | 「きゅきゅきゅん♡ハートシェイカー」                                                                             | テレビアニメ『SHOW BY ROCK!! STARS!!』関連曲                                                          |
| 2021年4月21日  | SHOW BY ROCK!! BEST Vol.4                                                                             | クリティクリスタ | 「Mot Mot Mot」 「綿雪グリモワール」                                                                            | ゲーム『SHOW BY ROCK!! Fes A Live』関連曲                                                             |
| 2021年7月2日   | 弱キャラ友崎くん BD・DVD第5巻特典CD                                                                   | 菊池風香（茅野愛衣） | 「ひら、ひらり」                                                                                                | テレビアニメ『弱キャラ友崎くん』関連曲                                                                |
| 2021年7月2日   | 弱キャラ友崎くん BD・DVD第5巻特典CD                                                                   | 菊池風香（茅野愛衣） | 「あやふわアスタリスク」                                                                                        | テレビアニメ『弱キャラ友崎くん』エンディングテーマ                                                    |
| 2021年8月4日   | 弱キャラ友崎くん BD・DVD第6巻特典CD                                                                   | 日南葵（金元寿子）、七海みなみ（長谷川育美）、菊池風香（茅野愛衣）、夏林花火（前川涼子）、泉優鈴（稗田寧々） | 「カラフルエンドエピローグ」                                                                                    | テレビアニメ『弱キャラ友崎くん』関連曲                                                                |
| 2021年9月22日  | 冴えない彼女の育てかた Fes. Fine 〜glory moment〜 特典CD                                              | 加藤恵（安野希世乃）、澤村・スペンサー・英梨々（大西沙織）、霞ヶ丘詩羽（茅野愛衣）、氷堂美智留（矢作紗友里）、波島出海（赤﨑千夏） | 「LOVE iLLUSiON #502 Ver.」                                                                                     | 『冴えない彼女の育てかた』関連曲                                                                      |
| 2021年12月29日 | あの日見た花の名前を僕達はまだ知らない。 10years after BOX 特典CD                                     | 本間芽衣子（茅野愛衣）、安城鳴子（戸松遥）、鶴見知利子（早見沙織） | 「secret base 〜君がくれたもの〜 10th Anniversary ver.」                                                        | テレビアニメ『あの日見た花の名前を僕達はまだ知らない。』関連曲                                        |
| 2022年2月16日  | パチンコ・パチスロ『ガールズ&パンツァー 劇場版』ボーカルミニアルバム「音楽道、まだまだ邁進中です!!!」 | あんこうチーム | 「Keep On Marching」                                                                                            | パチンコ・パチスロ『ガールズ&パンツァー 劇場版』関連曲                                                |
| 2022年7月20日  | デリシャスパーティ♡プリキュア ボーカルアルバム 〜Welcome to Delicious Party〜                         | 菓彩あまね（茅野愛衣） | 「My true self」                                                                                                | テレビアニメ『デリシャスパーティ♡プリキュア』関連曲                                                   |
| 2022年7月20日  | デリシャスパーティ♡プリキュア ボーカルアルバム 〜Welcome to Delicious Party〜                         | キュアプレシャス（菱川花菜）、キュアスパイシー（清水理沙）、キュアヤムヤム（井口裕香）、キュアフィナーレ（茅野愛衣） | 「キズナ♡スペシャリティ」                                                                                       | テレビアニメ『デリシャスパーティ♡プリキュア』関連曲                                                   |
| 2022年9月30日  | 恋しちゃった！                                                                                        | クリティクリスタ | 「恋しちゃった！」                                                                                              | ゲーム『SHOW BY ROCK!! Fes A Live』関連曲                                                             |
| 2022年11月23日 | この素晴らしい世界に祝福を！ファンタスティックデイズ ソング・コレクション                             | アクア（雨宮天）、めぐみん（高橋李依）、ダクネス（茅野愛衣）、カズマ（福島潤） | 「わが人生最良の日」                                                                                            | ゲーム『この素晴らしい世界に祝福を！ファンタスティックデイズ』第1部エンディングテーマ                 |
| 2022年11月23日 | この素晴らしい世界に祝福を！ファンタスティックデイズ ソング・コレクション                             | 爆裂女神ララティーナ with カズマP（福島潤） | 「Best Party」                                                                                                  | ゲーム『この素晴らしい世界に祝福を！ファンタスティックデイズ』関連曲                                  |
| 2022年11月23日 | この素晴らしい世界に祝福を！ファンタスティックデイズ ソング・コレクション                             | ダクネス（茅野愛衣） | 「わが人生最良の日」                                                                                            | ゲーム『この素晴らしい世界に祝福を！ファンタスティックデイズ』関連曲                                  |
| 2023年2月1日   | デリシャスパーティ♡プリキュア ボーカルベスト 〜Delicious Ambitious!〜                                 | キュアプレシャス（菱川花菜）、キュアスパイシー（清水理沙）、キュアヤムヤム（井口裕香）、キュアフィナーレ（茅野愛衣） | 「Cheers!デリシャスパーティ♡プリキュア 〜Precure Quartet Ver.〜」                                               | テレビアニメ『デリシャスパーティ♡プリキュア』関連曲                                                   |
| 2023年9月25日  | 花咲み                                                                                                | シルフィエット（茅野愛衣） | 「花咲み」 | テレビアニメ『無職転生 II 〜異世界行ったら本気だす〜』第12話エンディングテーマ                        |
| 2024年4月10日  | あの日のままのぼくら                                                                                  | アクア（雨宮天）、めぐみん（高橋李依）、ダクネス（茅野愛衣） | 「あの日のままのぼくら」                                                                                        | テレビアニメ『この素晴らしい世界に祝福を！３』エンディングテーマ                                      |
| 2024年4月10日  | あの日のままのぼくら                                                                                  | ダクネス（茅野愛衣） | 「あの日のままのぼくら」                                                                                        | テレビアニメ『この素晴らしい世界に祝福を！３』関連曲                                                  |
| 2024年6月26日  | この素晴らしい世界に祝福を!「このラッキートリガーに祝福を!」SONG COLLECTION                           | カズマ（福島潤）、アクア（雨宮天）、めぐみん（高橋李依）、ダクネス（茅野愛衣） | 「Not Alone」                                                                                                   | パチンコ『このラッキートリガーに祝福を！』関連曲                                                      |
| 2024年6月26日  | この素晴らしい世界に祝福を!「このラッキートリガーに祝福を!」SONG COLLECTION                           | ダクネス（茅野愛衣） | 「Superb Pain」                                                                                                 | パチンコ『このラッキートリガーに祝福を！』関連曲                                                      |
| 2024年7月29日  | ライブスタート                                                                                        | Live-ON CAST | 「ライブスタート」                                                                                              | テレビアニメ『VTuberなんだが配信切り忘れたら伝説になってた』エンディングテーマ                        |
| 2024年12月25日 | VTuberなんだが配信切り忘れたら伝説になってた Blu-ray&DVD Vol.2                                        | 山谷還（茅野愛衣） | 「踊る赤ちゃん人間」                                                                                            | テレビアニメ『VTuberなんだが配信切り忘れたら伝説になってた』エンディングテーマ                        |

### その他参加作品
| 発売日        | 商品名                       | 歌                         | 楽曲                             | 備考                     |
| ------------- | ---------------------------- | -------------------------- | -------------------------------- | ------------------------ |
| 2023年3月31日 | 青い栞 - From THE FIRST TAKE | Galileo Galilei & 茅野愛衣 | 「青い栞 - From THE FIRST TAKE」 | 『THE FIRST TAKE』関連曲 |

## ライブ・イベント
| 出演日               | タイトル                                                           | 会場                                     |
| -------------------- | ------------------------------------------------------------------ | ---------------------------------------- |
| 2012年4月15日        | GUILTY CROWN FESTIVAL'12                                           | 中野サンプラザ（東京都）                 |
| 2013年12月8日        | サーバント×サービス大祝賀会 鯖祭2013                               | ゆうぽうとホール（東京都）               |
| 2013年12月14日       | シンフォギアライブ2013                                             | 幕張メッセイベントホール（千葉県）       |
| 2014年1月19日        | あおい・さおりの成人式(｀・ω・´) 2014（夜の部シークレットゲスト）  | 舞浜アンフィシアター（千葉県）           |
| 2014年8月10日        | 「WORKING!!」「サーバント×サービス」夏祭りだよ!!全員集合           | パシフィコ横浜（神奈川県）               |
| 2015年1月25日        | MJ文庫×Hibiki Radio Station 一夜限りのトリプル公録祭り！           | なかのZERO 大ホール（東京都）            |
| 2015年4月5日         | 四月は君の嘘 フィナーレイベント                                    | 川口リリアホール（埼玉県）               |
| 2015年6月7日         | テイルズ オブ フェスティバル 2015                                  | 横浜アリーナ（神奈川県）                 |
| 2016年2月27日、28日  | シンフォギアライブ2016                                             | 日本武道館（東京都）                     |
| 2016年5月7日         | ご注文はうさぎですか⁇ RABBIT HOUSE TEA PARTY 2016                  | パシフィコ横浜（神奈川県）               |
| 2017年10月21日       | ファンタジア文庫大感謝祭2017 グランクレスト戦記スペシャルステージ  | ベルサール秋葉原（東京都）               |
| 2018年9月22日        | TVアニメ 「やがて君になる」先行上映イベント                        | ユナイテッド・シネマ豊洲（東京都）       |
| 2018年10月7日        | 電撃文庫25周年記念 秋の電撃祭 やがて君になる ステージイベント      | ベルサール秋葉原（東京都）               |
| 2018年3月3日、4日    | シンフォギアライブ2018                                             | 武蔵野の森総合スポーツプラザ（東京都）   |
| 2019年5月26日        | やがて君になる 遠見東高校 生徒総会                                 | 世田谷区民会館（東京都）                 |
| 2020年10月31日       | ドラゴンクエストX秋祭り2020                                        | 東京・渋谷某所（当選者のみに会場を連絡） |
| 2021年10月23日       | ドラゴンクエストX秋祭り2021                                        | 東京・渋谷某所（当選者のみに会場を連絡） |
| 2022年10月29日、30日 | デリシャスパーティ♡プリキュアLIVE2022 Cheers!Delicious LIVE Party♡ | TOKYO DOME CITY HALL（東京都）           |
| 2023年2月18日、19日  | デリシャスパーティ♡プリキュア 感謝祭                               | 中野サンプラザホール（東京都）           |
| 2024年1月20日        | 全プリキュア 20th Anniversary LIVE!                                | 横浜アリーナ（神奈川県）                 |

## 書籍
- 茅野愛衣「LETTERS」（2014年12月4日、ISBN 978-4-86336-444-8）